# ITF Women's Circuit aprile-giugno 2014
Questo è il calendario completo degli eventi ITF femminili svoltisi tra aprile e giugno 2014, con i risultati in progressione dai quarti di finale.

## Legenda
| Torneo da $100.000 |
| Torneo da $75.000  |
| Torneo da $50.000  |
| Torneo da $25.000  |
| Torneo da $15.000  |
| Torneo da $10.000  |

## Aprile
| Settimana | Torneo | Vincitrici                                                       | Finaliste                                    | Semifinaliste                                 | Eliminate ai quarti                                                            |
| --------- | --- | ---------------------------------------------------------------- | -------------------------------------------- | --------------------------------------------- | ------------------------------------------------------------------------------ |
| 7 aprile  | Pelham Racquet Club Women's $25K Pro Circuit Challenger 2014 Pelham, Stati Uniti Terra rossa $25,000 Singolare - Doppio | Laura Siegemund 6–1, 6–4                                         | Julija Putinceva                             | Samantha Crawford Irina Falconi               | Ulrikke Eikeri Madison Brengle Heidi El Tabakh Michelle Larcher de Brito       |
| 7 aprile  | Pelham Racquet Club Women's $25K Pro Circuit Challenger 2014 Pelham, Stati Uniti Terra rossa $25,000 Singolare - Doppio | Danielle Lao Keri Wong 1–6, 6–4, [10–7]                          | Dia Evtimova Ilona Kramen'                   | Samantha Crawford Irina Falconi               | Ulrikke Eikeri Madison Brengle Heidi El Tabakh Michelle Larcher de Brito       |
| 7 aprile  | Melbourne Park Tennis International 2014 Melbourne, Australia Terra rossa $15,000 Singolare - Doppio                    | Zuzana Zlochová 3–6, 7–6(3), 6–4                                 | Han Xinyun                                   | Aleksandrina Najdenova Zoe Hives              | Katherine Westbury Ellen Perez Viktorija Rajicic Jessica Moore                 |
| 7 aprile  | Melbourne Park Tennis International 2014 Melbourne, Australia Terra rossa $15,000 Singolare - Doppio                    | Jessica Moore Aleksandrina Najdenova 7–5, 6(5)–7, [10–7]         | Miyu Katō Yuuki Tanaka                       | Aleksandrina Najdenova Zoe Hives              | Katherine Westbury Ellen Perez Viktorija Rajicic Jessica Moore                 |
| 7 aprile  | Open Féminin de Dakar 2014 Dakar, Senegal Cemento $15,000 Singolare - Doppio                                            | Conny Perrin 6–0, 7–5                                            | Chanel Simmonds                              | Bárbara Luz Chloé Paquet                      | Giulia Sussarello Manon Arcangioli Katharina Lehnert Ekaterina Jašina          |
| 7 aprile  | Open Féminin de Dakar 2014 Dakar, Senegal Cemento $15,000 Singolare - Doppio                                            | Chanel Simmonds Emily Webley-Smith 6–4, 7–5                      | Conny Perrin Ekaterina Jašina                | Bárbara Luz Chloé Paquet                      | Giulia Sussarello Manon Arcangioli Katharina Lehnert Ekaterina Jašina          |
| 7 aprile  | Circuito Feminino Future de Tênis 6 2014 São José do Rio Preto, Brasile Terra rossa $10,000 Singolare - Doppio          | Gabriela Cé 1–1, ritiro                                          | Paula Cristina Gonçalves                     | Nathaly Kurata Victoria Bosio                 | Maria Fernanda Alves Juliana Rocha Cardoso Eduarda Piai Sofía Blanco           |
| 7 aprile  | Circuito Feminino Future de Tênis 6 2014 São José do Rio Preto, Brasile Terra rossa $10,000 Singolare - Doppio          | Maria Fernanda Alves Paula Cristina Gonçalves 6–2, 6–0           | Carolina Alves Ingrid Gamarra Martins        | Nathaly Kurata Victoria Bosio                 | Maria Fernanda Alves Juliana Rocha Cardoso Eduarda Piai Sofía Blanco           |
| 7 aprile  | Bluesun Bol Ladies Open 2014 Bol, Croazia Terra rossa $10,000 Singolare - Doppio                                        | Viktorija Tomova 6–1, 6–2                                        | Iva Mekovec                                  | Anne Schäfer Ágnes Bukta                      | Tena Lukas Milana Špremo Eva Zagorac Janina Toljan                             |
| 7 aprile  | Bluesun Bol Ladies Open 2014 Bol, Croazia Terra rossa $10,000 Singolare - Doppio                                        | Ágnes Bukta Viktorija Tomova 6–2, 6–1                            | Karolína Stuchlá Carla Touly                 | Anne Schäfer Ágnes Bukta                      | Tena Lukas Milana Špremo Eva Zagorac Janina Toljan                             |
| 7 aprile  | Jolie Ville Golf Women's 13 2014 Sharm el-Sheikh, Egitto Cemento $10,000 Singolare - Doppio                             | Elena-Teodora Cadar 2–6, 7–6(6), 6–4                             | Nuria Párrizas Díaz                          | Giulia Bruzzone Anna Morgina                  | Brenda Njuki Pauline Payet Vivien Juhászová Cristina Ene                       |
| 7 aprile  | Jolie Ville Golf Women's 13 2014 Sharm el-Sheikh, Egitto Cemento $10,000 Singolare - Doppio                             | Kristýna Hrabalová Vivien Juhászová 6–1, 4–6, [11–9]             | Martina Přádová Anna Vrbenská                | Giulia Bruzzone Anna Morgina                  | Brenda Njuki Pauline Payet Vivien Juhászová Cristina Ene                       |
| 7 aprile  | Heraklion Hellenic Zeus Circuit 5 2014 Heraklion, Grecia Cemento $10,000 Singolare - Doppio                             | Tereza Martincová 6–4, 6–4                                       | Pernilla Mendesová                           | Valentini Grammatikopoulou Ema Mikulčić       | Natela Dzalamidze Borislava Botušarova Julija Stamatova Amanda Carreras        |
| 7 aprile  | Heraklion Hellenic Zeus Circuit 5 2014 Heraklion, Grecia Cemento $10,000 Singolare - Doppio                             | Magali Kempen Elke Lemmens 1–6, 7–5, [10–8]                      | Natela Dzalamidze Valentini Grammatikopoulou | Valentini Grammatikopoulou Ema Mikulčić       | Natela Dzalamidze Borislava Botušarova Julija Stamatova Amanda Carreras        |
| 7 aprile  | K S Narayanan Memorial Women's Futures 2014 Chennai, India Terra rossa $10,000 Singolare - Doppio                       | Prarthana Thombare 4–6, 6–3, 7–6(5)                              | Eetee Maheta                                 | Nidhi Chilumula Natasha Palha                 | Varunya Wongteanchai Wang Xiyao Rishika Sunkara Hirono Watanabe                |
| 7 aprile  | K S Narayanan Memorial Women's Futures 2014 Chennai, India Terra rossa $10,000 Singolare - Doppio                       | Sharrmadaa Baluu Rishika Sunkara 6–0, 7–6(4)                     | Natasha Palha Prarthana Thombare             | Nidhi Chilumula Natasha Palha                 | Varunya Wongteanchai Wang Xiyao Rishika Sunkara Hirono Watanabe                |
| 7 aprile  | Forte Village International Tournament 5 2014 Santa Margherita di Pula, Italia Terra rossa $10,000 Singolare - Doppio   | Jeļena Ostapenko 7–6(4), 6–1                                     | Jade Suvrijn                                 | Tatiana Búa Diana Buzean                      | Jelena Simić Charlotte Roemer Alice Matteucci Jasmin Ladurner                  |
| 7 aprile  | Forte Village International Tournament 5 2014 Santa Margherita di Pula, Italia Terra rossa $10,000 Singolare - Doppio   | Mana Ayukawa Jeļena Ostapenko 7–5, 3–6, [10–5]                   | Alice Balducci Diana Buzean                  | Tatiana Búa Diana Buzean                      | Jelena Simić Charlotte Roemer Alice Matteucci Jasmin Ladurner                  |
| 7 aprile  | Shymkent Womens 2 2014 Şımkent, Kazakistan Terra rossa $10,000 Singolare - Doppio                                       | Ekaterina Klyueva 7–6(1), 6–4                                    | Anastasija Rudakova                          | Katarína Strešnáková Ljubov' Vasil'eva        | Arina Folc Yekaterina Gubanova Marta Pajgina Marija Cakanjan                   |
| 7 aprile  | Shymkent Womens 2 2014 Şımkent, Kazakistan Terra rossa $10,000 Singolare - Doppio                                       | Ekaterina Klyueva Sof'ja Smagina 7–6(3), 6–0                     | Anastasija Rudakova Ljubov' Vasil'eva        | Katarína Strešnáková Ljubov' Vasil'eva        | Arina Folc Yekaterina Gubanova Marta Pajgina Marija Cakanjan                   |
| 7 aprile  | Tennis Organisation 4 2014 Adalia, Turchia Cemento $10,000 Singolare - Doppio                                           | İpek Soylu 7–5, 4–6, 6–1                                         | Deniz Khazaniuk                              | Susanne Celik Caroline Roméo                  | Victoria Muntean Lina Ǵorčeska Kotomi Takahata Başak Eraydın                   |
| 7 aprile  | Tennis Organisation 4 2014 Adalia, Turchia Cemento $10,000 Singolare - Doppio                                           | Cemre Anıl Kotomi Takahata 2–6, 7–6(5), [10–6]                   | Julija Kalabina Majja Kacitadze              | Susanne Celik Caroline Roméo                  | Victoria Muntean Lina Ǵorčeska Kotomi Takahata Başak Eraydın                   |
| 7 aprile  | AEGON Pro Series Gloucester 2014 Gloucester, Gran Bretagna Cemento indoor $10,000 Singolare - Doppio                    | Bernarda Pera 6–3, 6–1                                           | Klaartje Liebens                             | Hiroko Kuwata Katy Dunne                      | Svjatlana Piraženka Justine Ozga Anna Remondina Nora Niedmers                  |
| 7 aprile  | AEGON Pro Series Gloucester 2014 Gloucester, Gran Bretagna Cemento indoor $10,000 Singolare - Doppio                    | Lucy Brown Hilda Melander 7–5, 6–3                               | Sarah Beth Askew Katy Dunne                  | Hiroko Kuwata Katy Dunne                      | Svjatlana Piraženka Justine Ozga Anna Remondina Nora Niedmers                  |
| 14 aprile | Dothan Pro Tennis Classic 2014 Dothan, Stati Uniti Terra verde $50,000 Singolare - Doppio                               | Grace Min 6–3, 6–1                                               | Victoria Duval                               | Vol'ha Havarcova Allie Kiick                  | Melanie Oudin Anett Kontaveit Julija Putinceva Verónica Cepede Royg            |
| 14 aprile | Dothan Pro Tennis Classic 2014 Dothan, Stati Uniti Terra verde $50,000 Singolare - Doppio                               | Anett Kontaveit Ilona Kramen' 6–1, 5–7, [10–5]                   | Shelby Rogers Olivia Rogowska                | Vol'ha Havarcova Allie Kiick                  | Melanie Oudin Anett Kontaveit Julija Putinceva Verónica Cepede Royg            |
| 14 aprile | Karshi ITF Combined Event 2014 Qarshi, Uzbekistan Cemento $25,000 Singolare - Doppio                                    | Tereza Smitková 6–3, 4–6, 7–6(4)                                 | Nigina Abduraimova                           | Ana Bogdan Ankita Raina                       | Naomi Broady Tara Moore Ekaterina Byčkova Jana Sizikova                        |
| 14 aprile | Karshi ITF Combined Event 2014 Qarshi, Uzbekistan Cemento $25,000 Singolare - Doppio                                    | Albina Khabibulina Anastasіja Vasyl'jeva 2–6, 7–5, [10–4]        | Ekaterina Byčkova Veronika Kudermetova       | Ana Bogdan Ankita Raina                       | Naomi Broady Tara Moore Ekaterina Byčkova Jana Sizikova                        |
| 14 aprile | Jolie Ville Golf Women's 14 2014 Sharm el-Sheikh, Egitto Cemento $10,000 Singolare - Doppio                             | Nuria Párrizas Díaz 6–0, 3–6, 6–3                                | Elena-Teodora Cadar                          | Pia König Katy Dunne                          | Valeri Prosperi Yuka Mori Giulia Bruzzone Anna Morgina                         |
| 14 aprile | Jolie Ville Golf Women's 14 2014 Sharm el-Sheikh, Egitto Cemento $10,000 Singolare - Doppio                             | Katy Dunne Anna Morgina 7–5, 7–6(5)                              | Dong Xiaorong Pia König                      | Pia König Katy Dunne                          | Valeri Prosperi Yuka Mori Giulia Bruzzone Anna Morgina                         |
| 14 aprile | Heraklion Hellenic Zeus Circuit 6 2014 Heraklion, Grecia Cemento $10,000 Singolare - Doppio                             | Pernilla Mendesová 6–2, 6–2                                      | Maria Sakkarī                                | Lena-Marie Hofmann Valentini Grammatikopoulou | Marie Benoît Luisa Marie Huber Lucía Cervera Vázquez Despina Papamichail       |
| 14 aprile | Heraklion Hellenic Zeus Circuit 6 2014 Heraklion, Grecia Cemento $10,000 Singolare - Doppio                             | Natela Dzalamidze Valentini Grammatikopoulou 6(6)–7, 6–3, [10–5] | Despina Papamichail Maria Sakkarī            | Lena-Marie Hofmann Valentini Grammatikopoulou | Marie Benoît Luisa Marie Huber Lucía Cervera Vázquez Despina Papamichail       |
| 14 aprile | Forte Village International Tournament 6 2014 Santa Margherita di Pula, Italia Terra rossa $10,000 Singolare - Doppio   | Andreea Mitu 6–4, 6–3                                            | Sara Sorribes Tormo                          | Anna Korzeniak Jade Suvrijn                   | Alice Savoretti Audrey Albié Charlotte Roemer Jeļena Ostapenko                 |
| 14 aprile | Forte Village International Tournament 6 2014 Santa Margherita di Pula, Italia Terra rossa $10,000 Singolare - Doppio   | Stefana Andrei Andreea Mitu 7–6(5), 6–2                          | Audrey Albié Manon Peral                     | Anna Korzeniak Jade Suvrijn                   | Alice Savoretti Audrey Albié Charlotte Roemer Jeļena Ostapenko                 |
| 14 aprile | Shymkent Womens 3 2014 Şımkent, Kazakistan Terra rossa $10,000 Singolare - Doppio                                       | Anastasija Rudakova 6–2, 6–3                                     | Ljubov' Vasil'eva                            | Dar'ja Lodikova Ljudmila Vasil'eva            | Viktoryja Mun Vivian Zlatanova Ekaterina Klyueva Alexandra Grinchishina        |
| 14 aprile | Shymkent Womens 3 2014 Şımkent, Kazakistan Terra rossa $10,000 Singolare - Doppio                                       | Diana Bogolij Margarita Lazarëva 6–4, 7–5                        | Anastasija Rudakova Ljubov' Vasil'eva        | Dar'ja Lodikova Ljudmila Vasil'eva            | Viktoryja Mun Vivian Zlatanova Ekaterina Klyueva Alexandra Grinchishina        |
| 14 aprile | Tennis Organisation 5 2014 Adalia, Turchia Cemento $10,000 Singolare - Doppio                                           | Bibiane Schoofs 6–0, 6–3                                         | Sandra Hönigová                              | Caroline Roméo İpek Soylu                     | Lena Reichel Ksenija Gajdarži Anastasija Komardina Zheng Wushuang              |
| 14 aprile | Tennis Organisation 5 2014 Adalia, Turchia Cemento $10,000 Singolare - Doppio                                           | Kotomi Takahata Tina Tehrani 6–1, 6–3                            | Zhang Ying Zheng Wushuang                    | Caroline Roméo İpek Soylu                     | Lena Reichel Ksenija Gajdarži Anastasija Komardina Zheng Wushuang              |
| 21 aprile | Seoul Open Women's Challenger 2014 Seul, Corea del Sud Cemento $50,000 Singolare - Doppio                               | Misaki Doi 6–1, 7–6(3)                                           | Misa Eguchi                                  | Kristýna Plíšková An-Sophie Mestach           | Miharu Imanishi Erika Sema Storm Sanders Risa Ozaki                            |
| 21 aprile | Seoul Open Women's Challenger 2014 Seul, Corea del Sud Cemento $50,000 Singolare - Doppio                               | Chan Chin-wei Chuang Chia-jung 6–4, 6–3                          | Irena Pavlović Kristýna Plíšková             | Kristýna Plíšková An-Sophie Mestach           | Miharu Imanishi Erika Sema Storm Sanders Risa Ozaki                            |
| 21 aprile | Lale Cup 2014 Istanbul, Turchia Cemento $50,000 Singolare - Doppio                                                      | Denisa Allertová 6–2, 6–3                                        | Julija Bejhel'zymer                          | Vitalija D'jačenko Ksenija Pervak             | Maria Elena Camerin Kateryna Kozlova Paula Kania Ljudmyla Kičenok              |
| 21 aprile | Lale Cup 2014 Istanbul, Turchia Cemento $50,000 Singolare - Doppio                                                      | Petra Krejsová Tereza Smitková 1–6, 7–6(2), [11–9]               | Michaëlla Krajicek Aleksandra Krunić         | Vitalija D'jačenko Ksenija Pervak             | Maria Elena Camerin Kateryna Kozlova Paula Kania Ljudmyla Kičenok              |
| 21 aprile | Boyd Tinsley Women's Clay Court Classic 2014 Charlottesville, Stati Uniti Terra verde $50,000 Singolare - Doppio        | Taylor Townsend 6–2, 6–3                                         | Montserrat González                          | Grace Min Sanaz Marand                        | Françoise Abanda Nicole Gibbs Sesil Karatančeva Victoria Duval                 |
| 21 aprile | Boyd Tinsley Women's Clay Court Classic 2014 Charlottesville, Stati Uniti Terra verde $50,000 Singolare - Doppio        | Asia Muhammad Taylor Townsend 6–3, 6–1                           | Irina Falconi Maria Sanchez                  | Grace Min Sanaz Marand                        | Françoise Abanda Nicole Gibbs Sesil Karatančeva Victoria Duval                 |
| 21 aprile | ITF Women's Circuit Nanning 2014 Nanning, Cina Cemento $25,000 Singolare - Doppio                                       | Xu Yifan 6–3, 7–6(1)                                             | Chan Yung-jan                                | Zhang Ling Hiroko Kuwata                      | Riko Sawayanagi Zhu Lin Nao Hibino Tang Haochen                                |
| 21 aprile | ITF Women's Circuit Nanning 2014 Nanning, Cina Cemento $25,000 Singolare - Doppio                                       | Han Xinyun Zhang Kailin 7–6(8), 7–6(3)                           | Zhang Ling Zheng Saisai                      | Zhang Ling Hiroko Kuwata                      | Riko Sawayanagi Zhu Lin Nao Hibino Tang Haochen                                |
| 21 aprile | ITF Women's Circuit Chiasso 2014 Chiasso, Svizzera Terra rossa $25,000 Singolare - Doppio                               | Lucie Hradecká 6–3, 7–6(4)                                       | Tereza Mrdeža                                | Amra Sadiković Arantxa Rus                    | Jovana Jakšić Stephanie Vogt Katarina Jokić Jil Belen Teichmann                |
| 21 aprile | ITF Women's Circuit Chiasso 2014 Chiasso, Svizzera Terra rossa $25,000 Singolare - Doppio                               | Chiara Grimm Jil Belen Teichmann 7–5, 6–3                        | Alice Matteucci Camilla Rosatello            | Amra Sadiković Arantxa Rus                    | Jovana Jakšić Stephanie Vogt Katarina Jokić Jil Belen Teichmann                |
| 21 aprile | Namangan Women's Tournament 2014 Namangan, Uzbekistan Cemento $25,000 Singolare - Doppio                                | Naomi Broady 6–3, 6–4                                            | Nigina Abduraimova                           | Anastasіja Vasyl'jeva Ekaterina Byčkova       | Ana Bogdan Polina Monova Dar'ja Kasatkina Sabina Sharipova                     |
| 21 aprile | Namangan Women's Tournament 2014 Namangan, Uzbekistan Cemento $25,000 Singolare - Doppio                                | Evgenija Paškova Hanna Poznichirenko 6–4, 6–1                    | Jana Bučina Andrea Gámiz                     | Anastasіja Vasyl'jeva Ekaterina Byčkova       | Ana Bogdan Polina Monova Dar'ja Kasatkina Sabina Sharipova                     |
| 21 aprile | Jolie Ville Golf Women's 15 2014 Sharm el-Sheikh, Egitto Cemento $10,000 Singolare - Doppio                             | Amy Bowtell 6(5)–7, 6–0, 7–6(6)                                  | Katie Boulter                                | Nuria Párrizas Díaz Elena-Teodora Cadar       | Emma Laine Alix Collombon Nevena Selaković Valeria Prosperi                    |
| 21 aprile | Jolie Ville Golf Women's 15 2014 Sharm el-Sheikh, Egitto Cemento $10,000 Singolare - Doppio                             | Harriet Dart Katy Dunne 6–4, 6–4                                 | Yuka Mori Eden Silva                         | Nuria Párrizas Díaz Elena-Teodora Cadar       | Emma Laine Alix Collombon Nevena Selaković Valeria Prosperi                    |
| 21 aprile | Heraklion Hellenic Zeus Circuit 7 2014 Heraklion, Grecia Cemento $10,000 Singolare - Doppio                             | Maria Sakkarī 6–1, 1–6, 6–3                                      | Despina Papamichail                          | Marie Benoît Lou Brouleau                     | Valentini Grammatikopoulou Julia Wachaczyk Hilda Melander Kimberley Zimmermann |
| 21 aprile | Heraklion Hellenic Zeus Circuit 7 2014 Heraklion, Grecia Cemento $10,000 Singolare - Doppio                             | Polina Lejkina Despina Papamichail 6–2, 6–2                      | Marie Benoît Kimberley Zimmermann            | Marie Benoît Lou Brouleau                     | Valentini Grammatikopoulou Julia Wachaczyk Hilda Melander Kimberley Zimmermann |
| 21 aprile | Forte Village International Tournament 7 2014 Santa Margherita di Pula, Italia Terra rossa $10,000 Singolare - Doppio   | Jeļena Ostapenko 6–2, 7–5                                        | Yvonne Cavallé Reimers                       | Chloé Paquet Manon Arcangioli                 | Alexandria Stiteler Joséphine Boualem Tess Sugnaux Laura Schäder               |
| 21 aprile | Forte Village International Tournament 7 2014 Santa Margherita di Pula, Italia Terra rossa $10,000 Singolare - Doppio   | Rosalie van der Hoek Jeļena Ostapenko 6–1, 2–6, [10–6]           | Yvonne Cavallé Reimers Olga Sáez Larra       | Chloé Paquet Manon Arcangioli                 | Alexandria Stiteler Joséphine Boualem Tess Sugnaux Laura Schäder               |
| 21 aprile | Chang ITF Thailand Pro Circuit Bangkok 2014 Bangkok, Thailandia Cemento $10,000 Singolare - Doppio                      | Yurina Koshino 6–2, 7–5                                          | Ashling Sumner                               | Ayaka Okuno Natasha Palha                     | Chihiro Nunome Varunya Wongteanchai Michika Ozeki Patcharin Cheapchandej       |
| 21 aprile | Chang ITF Thailand Pro Circuit Bangkok 2014 Bangkok, Thailandia Cemento $10,000 Singolare - Doppio                      | Yurina Koshino Chihiro Nunome 6–4, 6–2                           | Ayaka Okuno Ashling Sumner                   | Ayaka Okuno Natasha Palha                     | Chihiro Nunome Varunya Wongteanchai Michika Ozeki Patcharin Cheapchandej       |
| 21 aprile | Tennis Organisation 6 2014 Adalia, Turchia Cemento $10,000 Singolare - Doppio                                           | Eleanor Dean 5–1, ritiro                                         | Lena Reichel                                 | Victoria Muntean Deborah Kerfs                | Li Huijie Linda Prenkovic Caroline Roméo Tina Tehrani                          |
| 21 aprile | Tennis Organisation 6 2014 Adalia, Turchia Cemento $10,000 Singolare - Doppio                                           | Victoria Rodríguez Marcela Zacarías 6–1, 6–1                     | Camila Fuentes Szabina Szlavikovics          | Victoria Muntean Deborah Kerfs                | Li Huijie Linda Prenkovic Caroline Roméo Tina Tehrani                          |
| 28 aprile | Kangaroo Cup 2014 Gifu, Giappone Cemento $75,000 Singolare - Doppio                                                     | Tímea Babos 6–1, 6–2                                             | Ekaterina Byčkova                            | Jarmila Gajdošová An-Sophie Mestach           | Misaki Doi Tammi Patterson Risa Ozaki Misa Eguchi                              |
| 28 aprile | Kangaroo Cup 2014 Gifu, Giappone Cemento $75,000 Singolare - Doppio                                                     | Jarmila Gajdošová Arina Rodionova 6–3, 6–3                       | Misaki Doi Hsieh Shu-ying                    | Jarmila Gajdošová An-Sophie Mestach           | Misaki Doi Tammi Patterson Risa Ozaki Misa Eguchi                              |
| 28 aprile | ITF Women's Circuit Anning 2014 Anning, Cina Terra rossa $50,000 Singolare - Doppio                                     | Zheng Saisai 6–2, 6–3                                            | Jovana Jakšić                                | Tadeja Majerič Monique Adamczak               | Cindy Burger Aleksandrina Najdenova Marina Mel'nikova Hsieh Su-wei             |
| 28 aprile | ITF Women's Circuit Anning 2014 Anning, Cina Terra rossa $50,000 Singolare - Doppio                                     | Han Xinyun Zhang Kailin 6–4, 6–2                                 | Varatchaya Wongteanchai Zhang Ling           | Tadeja Majerič Monique Adamczak               | Cindy Burger Aleksandrina Najdenova Marina Mel'nikova Hsieh Su-wei             |
| 28 aprile | Audi Melbourne Pro Tennis Classic 2014 Indian Harbour Beach, Stati Uniti Terra verde $50,000 Singolare - Doppio         | Taylor Townsend 6–1, 6–1                                         | Julija Putinceva                             | Anett Kontaveit Heidi El Tabakh               | Marina Eraković Allie Kiick Julia Boserup Michelle Larcher de Brito            |
| 28 aprile | Audi Melbourne Pro Tennis Classic 2014 Indian Harbour Beach, Stati Uniti Terra verde $50,000 Singolare - Doppio         | Asia Muhammad Taylor Townsend 6–2, 6–1                           | Jan Abaza Sanaz Marand                       | Anett Kontaveit Heidi El Tabakh               | Marina Eraković Allie Kiick Julia Boserup Michelle Larcher de Brito            |
| 28 aprile | Wiesbaden Tennis Open 2014 Wiesbaden, Germania Terra rossa $25,000 Singolare - Doppio                                   | Ekaterina Aleksandrova 7–6(4), 4–6, 6–3                          | Tamira Paszek                                | Barbora Krejčíková Arantxa Rus                | Julia Glushko Renata Voráčová Madison Brengle Lucie Hradecká                   |
| 28 aprile | Wiesbaden Tennis Open 2014 Wiesbaden, Germania Terra rossa $25,000 Singolare - Doppio                                   | Viktorija Golubic Diāna Marcinkēviča 6–4, 6–3                    | Julia Glushko Mandy Minella                  | Barbora Krejčíková Arantxa Rus                | Julia Glushko Renata Voráčová Madison Brengle Lucie Hradecká                   |
| 28 aprile | Seoul Open Women's Challenger 2 2014 Seoul, Corea del Sud Cemento $15,000 Singolare - Doppio                            | Kateřina Vaňková 5–7, 7–5, 7–5                                   | Lee So-ra                                    | Lee Ye-ra Yoo Mi                              | Jessica Moore Ekaterina Jašina Alison Bai Lu Jiajing                           |
| 28 aprile | Seoul Open Women's Challenger 2 2014 Seoul, Corea del Sud Cemento $15,000 Singolare - Doppio                            | Liu Chang Tian Ran 6–4, 6(5)–7, [10–6]                           | Han Na-lae Yoo Mi                            | Lee Ye-ra Yoo Mi                              | Jessica Moore Ekaterina Jašina Alison Bai Lu Jiajing                           |
| 28 aprile | Jolie Ville Golf Women's 16 2014 Sharm el-Sheikh, Egitto Cemento $10,000 Singolare - Doppio                             | Nina Stojanović 3–6, 6–4, 6–3                                    | Katie Boulter                                | Katy Dunne Dong Xiaorong                      | Eden Silva Harriet Dart Pia König Anna Morgina                                 |
| 28 aprile | Jolie Ville Golf Women's 16 2014 Sharm el-Sheikh, Egitto Cemento $10,000 Singolare - Doppio                             | Katie Boulter Nina Stojanović 6–4, 6–2                           | Dong Xiaorong Pia König                      | Katy Dunne Dong Xiaorong                      | Eden Silva Harriet Dart Pia König Anna Morgina                                 |
| 28 aprile | Forte Village International Tournament 8 2014 Santa Margherita di Pula, Italia Terra rossa $10,000 Singolare - Doppio   | Jeļena Ostapenko 4–6, 7–6(1), 6–3                                | Alice Balducci                               | Martina Caregaro Claudia Giovine              | Corinna Dentoni Martina Colmegna Camilla Rosatello Anastasija Pivovarova       |
| 28 aprile | Forte Village International Tournament 8 2014 Santa Margherita di Pula, Italia Terra rossa $10,000 Singolare - Doppio   | Diana Buzean Claudia Giovine 6–2, 6–4                            | Martina Caregaro Anna Floris                 | Martina Caregaro Claudia Giovine              | Corinna Dentoni Martina Colmegna Camilla Rosatello Anastasija Pivovarova       |
| 28 aprile | Chang ITF Thailand Pro Circuit Bangkok 2 2014 Bangkok, Thailandia Cemento $10,000 Singolare - Doppio                    | Michika Ozeki 6–4, 6–3                                           | Kyoka Okamura                                | Lee Hua-chen Natasha Palha                    | Ashling Sumner Varunya Wongteanchai Mandy Wagemaker Emma Flood                 |
| 28 aprile | Chang ITF Thailand Pro Circuit Bangkok 2 2014 Bangkok, Thailandia Cemento $10,000 Singolare - Doppio                    | Nungnadda Wannasuk Varunya Wongteanchai 1–6, 6–3, [10–8]         | Lee Hua-chen Shweta Rana                     | Lee Hua-chen Natasha Palha                    | Ashling Sumner Varunya Wongteanchai Mandy Wagemaker Emma Flood                 |
| 28 aprile | Tennis Organisation 7 2014 Adalia, Turchia Cemento $10,000 Singolare - Doppio                                           | Anna Bondár 6–3, 6–2                                             | Ol'ga Dorošina                               | Victoria Rodríguez Ximena Hermoso             | Marie Benoît Océane Dodin Marcela Zacarías Lee Pei-chi                         |
| 28 aprile | Tennis Organisation 7 2014 Adalia, Turchia Cemento $10,000 Singolare - Doppio                                           | Victoria Rodríguez Marcela Zacarías 6–4, 4–6, [10–5]             | Alona Fomina Lee Pei-chi                     | Victoria Rodríguez Ximena Hermoso             | Marie Benoît Océane Dodin Marcela Zacarías Lee Pei-chi                         |
| 28 aprile | Andijan Womens 2014 Andijan, Uzbekistan Cemento $10,000 Singolare - Doppio                                              | Polina Monova 6–2, 6–2                                           | Svjatlana Piraženka                          | Veronika Kudermetova Albina Khabibulina       | Barbara Bonić Prarthana Thombare Vlada Ėkšibarova Guzal Yusupova               |
| 28 aprile | Andijan Womens 2014 Andijan, Uzbekistan Cemento $10,000 Singolare - Doppio                                              | Albina Khabibulina Veronika Kudermetova 6–4, 7–6(5)              | Polina Monova Jana Sizikova                  | Veronika Kudermetova Albina Khabibulina       | Barbara Bonić Prarthana Thombare Vlada Ėkšibarova Guzal Yusupova               |

## Maggio
| Settimana | Torneo | Vincitrici                                                   | Finaliste                                    | Semifinaliste                                  | Eliminate ai quarti                                                              |
| --------- | --- | ------------------------------------------------------------ | -------------------------------------------- | ---------------------------------------------- | -------------------------------------------------------------------------------- |
| 5 maggio  | Open GDF Suez de Cagnes-sur-Mer Alpes-Maritimes 2014 Cagnes-sur-Mer, Francia Terra rossa $100,000 Singolare - Doppio   | Sharon Fichman 6–2, 6–2                                      | Timea Bacsinszky                             | Kiki Bertens Mathilde Johansson                | Heather Watson Tamira Paszek Sachia Vickery Maryna Zanevs'ka                     |
| 5 maggio  | Open GDF Suez de Cagnes-sur-Mer Alpes-Maritimes 2014 Cagnes-sur-Mer, Francia Terra rossa $100,000 Singolare - Doppio   | Kiki Bertens Johanna Larsson 7–6(4), 6–4                     | Tatiana Búa Daniela Seguel                   | Kiki Bertens Mathilde Johansson                | Heather Watson Tamira Paszek Sachia Vickery Maryna Zanevs'ka                     |
| 5 maggio  | Empire Slovak Open 2014 Trnava, Slovacchia Terra rossa $75,000 Singolare - Doppio                                      | Anna Karolína Schmiedlová 6–4, 6–2                           | Barbora Záhlavová-Strýcová                   | Aleksandra Krunić Lesja Curenko                | Madison Brengle Olivia Rogowska Danka Kovinić Kateřina Siniaková                 |
| 5 maggio  | Empire Slovak Open 2014 Trnava, Slovacchia Terra rossa $75,000 Singolare - Doppio                                      | Stephanie Vogt Zheng Saisai 6–4, 6–2                         | Margarita Gasparjan Evgenija Rodina          | Aleksandra Krunić Lesja Curenko                | Madison Brengle Olivia Rogowska Danka Kovinić Kateřina Siniaková                 |
| 5 maggio  | Fukuoka International Women's Cup 2014 Fukuoka, Giappone Erba $50,000 Singolare - Doppio                               | Naomi Broady 5–7, 6–3, 6–4                                   | Kristýna Plíšková                            | Chan Yung-jan Ekaterina Byčkova                | Miharu Imanishi Erika Sema Shūko Aoyama Tamarine Tanasugarn                      |
| 5 maggio  | Fukuoka International Women's Cup 2014 Fukuoka, Giappone Erba $50,000 Singolare - Doppio                               | Shūko Aoyama Eri Hozumi 6–3, 6–4                             | Naomi Broady Eléni Daniilídou                | Chan Yung-jan Ekaterina Byčkova                | Miharu Imanishi Erika Sema Shūko Aoyama Tamarine Tanasugarn                      |
| 5 maggio  | Incheon Women's Challenger 2014 Incheon, Corea del Sud Cemento $25,000 Singolare - Doppio                              | Susanne Celik 4–6, 6–3, 6–4                                  | Han Xinyun                                   | María Fernanda Álvarez Terán Jang Su-jeong     | Lee Ye-ra Han Na-lae Akari Inoue Irina Chromačëva                                |
| 5 maggio  | Incheon Women's Challenger 2014 Incheon, Corea del Sud Cemento $25,000 Singolare - Doppio                              | Han Na-lae Yoo Mi 6–1, 6–1                                   | Noppawan Lertcheewakarn Melis Sezer          | María Fernanda Álvarez Terán Jang Su-jeong     | Lee Ye-ra Han Na-lae Akari Inoue Irina Chromačëva                                |
| 5 maggio  | ITF Womens Tennis Club de Tunis 2014 Tunisi, Tunisia Terra rossa $25,000 Singolare - Doppio                            | Ons Jabeur 6–3, 7–6(4)                                       | Valerija Savinych                            | Kathinka von Deichmann Beatriz García Vidagany | Marina Mel'nikova Lesley Kerkhove Amanda Carreras Stéphanie Foretz Gacon         |
| 5 maggio  | ITF Womens Tennis Club de Tunis 2014 Tunisi, Tunisia Terra rossa $25,000 Singolare - Doppio                            | Andrea Gámiz Valerija Savinych 6–4, 6–1                      | Beatriz García Vidagany Marina Mel'nikova    | Kathinka von Deichmann Beatriz García Vidagany | Marina Mel'nikova Lesley Kerkhove Amanda Carreras Stéphanie Foretz Gacon         |
| 5 maggio  | RBC Bank Women's Challenger 2014 Raleigh, Stati Uniti Terra verde $25,000 Singolare - Doppio                           | Heidi El Tabakh 6–3, 6–4                                     | Maria Sanchez                                | Samantha Crawford Sofija Kovalec               | Alexandra Mueller Brooke Austin Kateřina Kramperová Elise Mertens                |
| 5 maggio  | RBC Bank Women's Challenger 2014 Raleigh, Stati Uniti Terra verde $25,000 Singolare - Doppio                           | Hsu Chieh-yu Alexandra Mueller 6–3, 6–3                      | Danielle Lao Keri Wong                       | Samantha Crawford Sofija Kovalec               | Alexandra Mueller Brooke Austin Kateřina Kramperová Elise Mertens                |
| 5 maggio  | Zlatni Rat Cup 2014 Bol, Croazia Terra rossa $10,000 Singolare - Doppio                                                | Lara Michel 6–3, 6–3                                         | Adrijana Lekaj                               | Patricia Maria Țig Iva Mekovec                 | Ema Mikulčić Stefanie Vorih Irina Maria Bara Imane Maëlle Kocher                 |
| 5 maggio  | Zlatni Rat Cup 2014 Bol, Croazia Terra rossa $10,000 Singolare - Doppio                                                | Pernilla Mendesová Patricia Maria Țig Walkover               | Irina Maria Bara Raluca Elena Platon         | Patricia Maria Țig Iva Mekovec                 | Ema Mikulčić Stefanie Vorih Irina Maria Bara Imane Maëlle Kocher                 |
| 5 maggio  | Jolie Ville Golf Women's 17 2014 Sharm el-Sheikh, Egitto Cemento $10,000 Singolare - Doppio                            | Katie Boulter 4–6, 6–4, 7–5                                  | Eden Silva                                   | Ekaterina Tret'jak Ljudmila Vasil'eva          | Polina Lejkina Alexandra Grinchishina Francesca Stephenson Teodora Radosavljević |
| 5 maggio  | Jolie Ville Golf Women's 17 2014 Sharm el-Sheikh, Egitto Cemento $10,000 Singolare - Doppio                            | Katie Boulter Nina Stojanović 6–2, 6–3                       | Ekaterina Klyueva Sof'ja Smagina             | Ekaterina Tret'jak Ljudmila Vasil'eva          | Polina Lejkina Alexandra Grinchishina Francesca Stephenson Teodora Radosavljević |
| 5 maggio  | Pooja Ventures ITF $10,000 Women Tennis Tournament 2014 Hyderabad, India Cemento $10,000 Singolare - Doppio            | Prarthana Thombare 6(4)–7, 6–4, 6–3                          | Rishika Sunkara                              | Natasha Palha Nidhi Chilumula                  | Amrita Mukherjee Eetee Maheta Bhuvana Kalva Shweta Rana                          |
| 5 maggio  | Pooja Ventures ITF $10,000 Women Tennis Tournament 2014 Hyderabad, India Cemento $10,000 Singolare - Doppio            | Sharrmadaa Baluu Rishika Sunkara 6–1, 7–5                    | Shweta Rana Prarthana Thombare               | Natasha Palha Nidhi Chilumula                  | Amrita Mukherjee Eetee Maheta Bhuvana Kalva Shweta Rana                          |
| 5 maggio  | Forte Village International Tournament 9 2014 Santa Margherita di Pula, Italia Terra rossa $10,000 Singolare - Doppio  | Diana Buzean 6–2, 6(7)–7, 6–0                                | Gloria Liang                                 | Francesca Segarelli Luisa Marie Huber          | Giorgia Marchetti Natalia Siedliska Tess Sugnaux Giada Clerici                   |
| 5 maggio  | Forte Village International Tournament 9 2014 Santa Margherita di Pula, Italia Terra rossa $10,000 Singolare - Doppio  | Federica Arcidiacono Martina Spigarelli 6–1, 6–4             | Luisa Marie Huber Natalia Siedliska          | Francesca Segarelli Luisa Marie Huber          | Giorgia Marchetti Natalia Siedliska Tess Sugnaux Giada Clerici                   |
| 5 maggio  | Rising Star Tour 2014 Båstad, Svezia Terra rossa $10,000 Singolare - Doppio                                            | Conny Perrin 7–5, 6–1                                        | Maria Sakkarī                                | Carolin Daniels Ol'ha Jančuk                   | Karen Barbat Malene Stripp Kajsa Rinaldo Persson Natsumi Chimura                 |
| 5 maggio  | Rising Star Tour 2014 Båstad, Svezia Terra rossa $10,000 Singolare - Doppio                                            | Kim Grajdek Maria Sakkarī 7–5, 6–4                           | Dea Herdželaš Conny Perrin                   | Carolin Daniels Ol'ha Jančuk                   | Karen Barbat Malene Stripp Kajsa Rinaldo Persson Natsumi Chimura                 |
| 5 maggio  | Chang ITF Thailand Pro Circuit Bangkok 3 2014 Bangkok, Thailandia Cemento $10,000 Singolare - Doppio                   | Xun Fangying 6–3, 6–4                                        | Emma Flood                                   | Mandy Wagemaker Varunya Wongteanchai           | Shiho Hisamatsu Lee Hua-chen Hirono Watanabe India Maggen                        |
| 5 maggio  | Chang ITF Thailand Pro Circuit Bangkok 3 2014 Bangkok, Thailandia Cemento $10,000 Singolare - Doppio                   | Nungnadda Wannasuk Varunya Wongteanchai 6–2, 7–5             | Kyoka Okamura Hirono Watanabe                | Mandy Wagemaker Varunya Wongteanchai           | Shiho Hisamatsu Lee Hua-chen Hirono Watanabe India Maggen                        |
| 5 maggio  | Tennis Organisation 8 2014 Adalia, Turchia Cemento $10,000 Singolare - Doppio                                          | Marcela Zacarías 6–3, ritiro                                 | Al'ona Sotnikova                             | Barbara Bonić Cristina Ene                     | Dar'ja Afanas'eva Ximena Hermoso Victoria Rodríguez Julija Stamatova             |
| 5 maggio  | Tennis Organisation 8 2014 Adalia, Turchia Cemento $10,000 Singolare - Doppio                                          | Victoria Rodríguez Marcela Zacarías 6–1, 1–6, [10–4]         | Alexa Guarachi Kate Turvy                    | Barbara Bonić Cristina Ene                     | Dar'ja Afanas'eva Ximena Hermoso Victoria Rodríguez Julija Stamatova             |
| 12 maggio | Sparta Prague Open 2014 Praga, Repubblica Ceca Terra rossa $100,000+H Singolare - Doppio                               | Heather Watson 7–6(5), 6–0                                   | Anna Karolína Schmiedlová                    | Aleksandra Krunić Tímea Babos                  | Melanie Oudin Misaki Doi Tereza Smitková Karolína Plíšková                       |
| 12 maggio | Sparta Prague Open 2014 Praga, Repubblica Ceca Terra rossa $100,000+H Singolare - Doppio                               | Lucie Hradecká Michaëlla Krajicek 6–3, 6–2                   | Andrea Hlaváčková Lucie Šafářová             | Aleksandra Krunić Tímea Babos                  | Melanie Oudin Misaki Doi Tereza Smitková Karolína Plíšková                       |
| 12 maggio | Open Saint-Gaudens Midi-Pyrénées 2014 Saint-Gaudens, Francia Terra rossa $50,000+H Singolare - Doppio                  | Danka Kovinić 6–1, 6–2                                       | Pauline Parmentier                           | Ana Konjuh Johanna Konta                       | Alberta Brianti Claire Feuerstein Bianca Botto Marta Sirotkina                   |
| 12 maggio | Open Saint-Gaudens Midi-Pyrénées 2014 Saint-Gaudens, Francia Terra rossa $50,000+H Singolare - Doppio                  | Verónica Cepede Royg María Irigoyen 7–5, 6–3                 | Sharon Fichman Johanna Konta                 | Ana Konjuh Johanna Konta                       | Alberta Brianti Claire Feuerstein Bianca Botto Marta Sirotkina                   |
| 12 maggio | Kurume Best Amenity Cup 2014 Kurume, Giappone Erba $50,000 Singolare - Doppio                                          | Wang Qiang 6–3, 6–1                                          | Eri Hozumi                                   | Arina Rodionova Nao Hibino                     | Miharu Imanishi Mari Tanaka Naomi Ōsaka Jarmila Gajdošová                        |
| 12 maggio | Kurume Best Amenity Cup 2014 Kurume, Giappone Erba $50,000 Singolare - Doppio                                          | Jarmila Gajdošová Arina Rodionova 6–4, 6–2                   | Junri Namigata Akiko Yonemura                | Arina Rodionova Nao Hibino                     | Miharu Imanishi Mari Tanaka Naomi Ōsaka Jarmila Gajdošová                        |
| 12 maggio | Zlatni Rat Cup 2 2014 Bol, Croazia Terra rossa $10,000 Singolare - Doppio                                              | Lara Michel 6–4, 6–3                                         | Viktorija Tomova                             | Bernarda Pera Evgenija Paškova                 | Imane Maëlle Kocher Patricia Maria Țig Natalija Šipek Milana Špremo              |
| 12 maggio | Zlatni Rat Cup 2 2014 Bol, Croazia Terra rossa $10,000 Singolare - Doppio                                              | Ema Mikulčić Viktorija Tomova 6–3, 6–1                       | Justine De Sutter Monique Zuur               | Bernarda Pera Evgenija Paškova                 | Imane Maëlle Kocher Patricia Maria Țig Natalija Šipek Milana Špremo              |
| 12 maggio | Jolie Ville Golf Women's 18 2014 Sharm el-Sheikh, Egitto Cemento $10,000 Singolare - Doppio                            | Polina Lejkina 6–2, 2–6, 6–2                                 | Nina Stojanović                              | Anastasija Sajtova Lisa Sabino                 | Nidhi Chilumula Agata Barańska Alexandra Grinchishina Yui Saikai                 |
| 12 maggio | Jolie Ville Golf Women's 18 2014 Sharm el-Sheikh, Egitto Cemento $10,000 Singolare - Doppio                            | Lisa Sabino Nina Stojanović 6–3, 4–6, [10–3]                 | Lucy Brown Polina Lejkina                    | Anastasija Sajtova Lisa Sabino                 | Nidhi Chilumula Agata Barańska Alexandra Grinchishina Yui Saikai                 |
| 12 maggio | Galil Open 2014 Acri, Israele Cemento $10,000 Singolare - Doppio                                                       | Anastasija Pribylova 6–2, 6–4                                | Saray Sterenbach                             | Oleksandra Piskun Michaela Frlicka             | Avital Vaysbuch Fiona Codino Alona Puskkarevsky Alina Silič                      |
| 12 maggio | Galil Open 2014 Acri, Israele Cemento $10,000 Singolare - Doppio                                                       | Saray Sterenbach Talya Zandberg 6–4, 6–3                     | Michaela Frlicka Margarita Lazarëva          | Oleksandra Piskun Michaela Frlicka             | Avital Vaysbuch Fiona Codino Alona Puskkarevsky Alina Silič                      |
| 12 maggio | Forte Village International Tournament 10 2014 Santa Margherita di Pula, Italia Terra rossa $10,000 Singolare - Doppio | Yuliana Lizarazo 6–2, 6–1                                    | Tess Sugnaux                                 | Gloria Liang Andrea Koch Benvenuto             | Diana Buzean Francesca Segarelli Alice Matteucci Martina Caregaro                |
| 12 maggio | Forte Village International Tournament 10 2014 Santa Margherita di Pula, Italia Terra rossa $10,000 Singolare - Doppio | Yuliana Lizarazo Alice Matteucci 6–1, 7–5                    | Carla Lucero Francesca Segarelli             | Gloria Liang Andrea Koch Benvenuto             | Diana Buzean Francesca Segarelli Alice Matteucci Martina Caregaro                |
| 12 maggio | Lotto Cup 2014 Zielona Góra, Polonia Terra rossa $10,000 Singolare - Doppio                                            | Natela Dzalamidze 7–6(5), 6–4                                | Justine Ozga                                 | Isabella Šinikova Anastasija Šošyna            | Vivien Juhászová Svjatlana Piraženka Magdalena Fręch Barbora Štefková            |
| 12 maggio | Lotto Cup 2014 Zielona Góra, Polonia Terra rossa $10,000 Singolare - Doppio                                            | Natela Dzalamidze Natalia Siedliska 6–4, 6–1                 | Ana Bianca Mihăilă Svjatlana Piraženka       | Isabella Šinikova Anastasija Šošyna            | Vivien Juhászová Svjatlana Piraženka Magdalena Fręch Barbora Štefková            |
| 12 maggio | Torneo Internacional de Tenis Femenino Ciudad de Monzón 2014 Monzón, Spagna Cemento $10,000 Singolare - Doppio         | Janina Toljan 6–3, 5–7, 6–0                                  | María José Luque Moreno                      | Olga Sáez Larra Giulia Sussarello              | Irene Burillo Escorihuela Ariadna Martí Riembau Cristina Bucșă Jessika Ponchet   |
| 12 maggio | Torneo Internacional de Tenis Femenino Ciudad de Monzón 2014 Monzón, Spagna Cemento $10,000 Singolare - Doppio         | Ariadna Martí Riembau Marta Sexmilo Pascual 4–6, 6–4, [10–5] | Giulia Sussarello Janina Toljan              | Olga Sáez Larra Giulia Sussarello              | Irene Burillo Escorihuela Ariadna Martí Riembau Cristina Bucșă Jessika Ponchet   |
| 12 maggio | Rising Star Tour 2 2014 Båstad, Svezia Terra rossa $10,000 Singolare - Doppio                                          | Maria Sakkarī 7–5, 6–2                                       | Carolin Daniels                              | Dea Herdželaš Christina Shakovets              | Beatrice Cedermark Zuzana Luknárová Hilda Melander Brenda Njuki                  |
| 12 maggio | Rising Star Tour 2 2014 Båstad, Svezia Terra rossa $10,000 Singolare - Doppio                                          | Carolin Daniels Ol'ha Jančuk 6–4, 6–3                        | Anna Smolina Ljubov' Vasil'eva               | Dea Herdželaš Christina Shakovets              | Beatrice Cedermark Zuzana Luknárová Hilda Melander Brenda Njuki                  |
| 12 maggio | ITF Women's Circuit Sousse 2014 Susa, Tunisia Cemento $10,000 Singolare - Doppio                                       | Ana Sofía Sánchez 6–1, 6–2                                   | Nuria Párrizas Díaz                          | Margot Decker Chantal Škamlová                 | Giorgia Pinto Stamatia Fafaliou Harriet Dart Eva Raszkiewicz                     |
| 12 maggio | ITF Women's Circuit Sousse 2014 Susa, Tunisia Cemento $10,000 Singolare - Doppio                                       | Chantal Škamlová Avgusta Cybyševa 6–3, 6–2                   | Olga Parres Azcoitia Nuria Párrizas Díaz     | Margot Decker Chantal Škamlová                 | Giorgia Pinto Stamatia Fafaliou Harriet Dart Eva Raszkiewicz                     |
| 12 maggio | Tennis Organisation 9 2014 Adalia, Turchia Cemento $10,000 Singolare - Doppio                                          | Océane Dodin 4–6, 6–4, 6–3                                   | Alexa Guarachi                               | Barbara Bonić Daiana Negreanu                  | Olena Kyrpot Kanami Tsuji Ximena Hermoso Francesca Palmigiano                    |
| 12 maggio | Tennis Organisation 9 2014 Adalia, Turchia Cemento $10,000 Singolare - Doppio                                          | Alexa Guarachi Kate Turvy 6–3, 7–6(8)                        | Barbara Bonić Ximena Hermoso                 | Barbara Bonić Daiana Negreanu                  | Olena Kyrpot Kanami Tsuji Ximena Hermoso Francesca Palmigiano                    |
| 19 maggio | ITF Women's Circuit Tianjin Open 2014 Tientsin, Cina Cemento $25,000 Singolare - Doppio                                | Wang Qiang 6–3, 6–2                                          | Zhu Lin                                      | Fatma Al-Nabhani Yang Zhaoxuan                 | Zhang Ling Nudnida Luangnam Ankita Raina Liu Fangzhou                            |
| 19 maggio | ITF Women's Circuit Tianjin Open 2014 Tientsin, Cina Cemento $25,000 Singolare - Doppio                                | Liu Chang Tian Ran 6–1, 7–5                                  | Fatma Al-Nabhani Ankita Raina                | Fatma Al-Nabhani Yang Zhaoxuan                 | Zhang Ling Nudnida Luangnam Ankita Raina Liu Fangzhou                            |
| 19 maggio | Karyizawa Yonex Open 2014 Karuizawa, Giappone Erba $25,000 Singolare - Doppio                                          | Jang Su-jeong 6–3, 6–4                                       | Arina Rodionova                              | Tara Moore Ysaline Bonaventure                 | Yumi Miyazaki Monique Adamczak Rika Fujiwara Chiaki Okadaue                      |
| 19 maggio | Karyizawa Yonex Open 2014 Karuizawa, Giappone Erba $25,000 Singolare - Doppio                                          | Junri Namigata Akiko Yonemura 6–2, 7–5                       | Kanae Hisami Chiaki Okadaue                  | Tara Moore Ysaline Bonaventure                 | Yumi Miyazaki Monique Adamczak Rika Fujiwara Chiaki Okadaue                      |
| 19 maggio | Zlatni Rat Cup 3 2014 Bol, Croazia Terra rossa $10,000 Singolare - Doppio                                              | Patricia Maria Țig 6–2, 7–5                                  | Tena Lukas                                   | Beatrice Cedermark Ema Mikulčić                | Szabina Szlavikovics Justine De Sutter Evgenija Paškova Christina Shakovets      |
| 19 maggio | Zlatni Rat Cup 3 2014 Bol, Croazia Terra rossa $10,000 Singolare - Doppio                                              | Emma Laine Evgenija Paškova 6–4, 6–0                         | Ol'ha Jančuk Christina Shakovets             | Beatrice Cedermark Ema Mikulčić                | Szabina Szlavikovics Justine De Sutter Evgenija Paškova Christina Shakovets      |
| 19 maggio | Jolie Ville Golf Women's 19 2014 Sharm el-Sheikh, Egitto Cemento $10,000 Singolare - Doppio                            | Anastasija Sajtova 6–3, 6–2                                  | Yuriko Miyazaki                              | Ola Abou Zekry Nidhi Chilumula                 | Anna Morgina Susanne Celik Eleni Kordolaimi Elena-Teodora Cadar                  |
| 19 maggio | Jolie Ville Golf Women's 19 2014 Sharm el-Sheikh, Egitto Cemento $10,000 Singolare - Doppio                            | Elena-Teodora Cadar Anna Morgina 3–6, 6–2, [10–5]            | Diana Bogolij Nidhi Chilumula                | Ola Abou Zekry Nidhi Chilumula                 | Anna Morgina Susanne Celik Eleni Kordolaimi Elena-Teodora Cadar                  |
| 19 maggio | Finerman Family Ramle Open 2014 Ramla, Israele Cemento $10,000 Singolare - Doppio                                      | Barbora Štefková 6–1, 6–3                                    | Margarita Lazarëva                           | Mariam Bolkvadze Saray Sterenbach              | Amandine Cazeaux Anastasija Pribylova Manisha Foster Julija Stamatova            |
| 19 maggio | Finerman Family Ramle Open 2014 Ramla, Israele Cemento $10,000 Singolare - Doppio                                      | Margarita Lazarëva Barbora Štefková 6–2, 3–6, [11–9]         | Sofija Dmitrieva Alexandra Morozova          | Mariam Bolkvadze Saray Sterenbach              | Amandine Cazeaux Anastasija Pribylova Manisha Foster Julija Stamatova            |
| 19 maggio | Internazionali Femminili di Tennis Città di Caserta 2014 Caserta, Italia Terra rossa $10,000 Singolare - Doppio        | Isabella Šinikova 4–6, 6–3, 6–4                              | Marianna Zakarljuk                           | Anne Schäfer Ekaterine Gorgodze                | Marina Šamajko Martina Trevisan Beatriz Haddad Maia Andrea Koch Benvenuto        |
| 19 maggio | Internazionali Femminili di Tennis Città di Caserta 2014 Caserta, Italia Terra rossa $10,000 Singolare - Doppio        | Samantha Harris Sally Peers 6–3, 7–6(6)                      | Ekaterine Gorgodze Sofia Kvatsabaia          | Anne Schäfer Ekaterine Gorgodze                | Marina Šamajko Martina Trevisan Beatriz Haddad Maia Andrea Koch Benvenuto        |
| 19 maggio | Velenje Open 2014 Velenje, Slovenia Terra rossa $10,000 Singolare - Doppio                                             | Tamara Zidanšek 4–6, 6–2, 6–3                                | Barbara Haas                                 | Silvia Njirić Yvonne Neuwirth                  | Karolína Stuchlá Petra Uberalová Martina Kubičíková Nikola Vajdová               |
| 19 maggio | Velenje Open 2014 Velenje, Slovenia Terra rossa $10,000 Singolare - Doppio                                             | Lenka Kunčíková Karolína Stuchlá 7–5, 6–1                    | Martina Kubičíková Tereza Malíková           | Silvia Njirić Yvonne Neuwirth                  | Karolína Stuchlá Petra Uberalová Martina Kubičíková Nikola Vajdová               |
| 19 maggio | ITF Women's Circuit Sousse 2 2014 Susa, Tunisia Cemento $10,000 Singolare - Doppio                                     | Chantal Škamlová 7–6(3), 4–6, 6–4                            | Lou Brouleau                                 | Mafalda Fernandes Ana Sofía Sánchez            | Olaya Inclán Solís Harriet Dart Linda Prenkovic Bojana Marinković                |
| 19 maggio | ITF Women's Circuit Sousse 2 2014 Susa, Tunisia Cemento $10,000 Singolare - Doppio                                     | Alexandra Nancarrow Olga Parres Azcoitia 6–4, 6–2            | Ana Sofía Sánchez Chantal Škamlová           | Mafalda Fernandes Ana Sofía Sánchez            | Olaya Inclán Solís Harriet Dart Linda Prenkovic Bojana Marinković                |
| 19 maggio | Tennis Organisation 10 2014 Adalia, Turchia Cemento $10,000 Singolare - Doppio                                         | Janina Toljan 6(5)–7, 6–4, 6–4                               | Daiana Negreanu                              | Charlotte Klasen Ximena Hermoso                | Melis Sezer Alona Fomina Kate Turvy Francesca Palmigiano                         |
| 19 maggio | Tennis Organisation 10 2014 Adalia, Turchia Cemento $10,000 Singolare - Doppio                                         | Anita Husarić Francesca Palmigiano Walkover                  | Ximena Hermoso Daiana Negreanu               | Charlotte Klasen Ximena Hermoso                | Melis Sezer Alona Fomina Kate Turvy Francesca Palmigiano                         |
| 19 maggio | Palmetto Pro Open 2014 Sumter, Stati Uniti Cemento $10,000 Singolare - Doppio                                          | Brooke Austin 7–6(5), 2–6, 6–1                               | Nadja Gilchrist                              | Caitlin Whoriskey Petra Januskova              | Kateryna Jergina Kristina Smith Josie Kuhlman Anne-Liz Jeukeng                   |
| 19 maggio | Palmetto Pro Open 2014 Sumter, Stati Uniti Cemento $10,000 Singolare - Doppio                                          | Sophie Chang Andie Daniell 6–1, 6–3                          | Sonja Molnar Caitlin Whoriskey               | Caitlin Whoriskey Petra Januskova              | Kateryna Jergina Kristina Smith Josie Kuhlman Anne-Liz Jeukeng                   |
| 26 maggio | Zhengzhou Open 2014 Zhengzhou, Cina Cemento $25,000 Singolare - Doppio                                                 | Zhang Kailin 7–5, 6–4                                        | Xu Yifan                                     | Hu Yueyue Jessica Moore                        | Wang Qiang Yang Zi Yang Zhaoxuan Liu Chang                                       |
| 26 maggio | Zhengzhou Open 2014 Zhengzhou, Cina Cemento $25,000 Singolare - Doppio                                                 | Chan Chin-wei Liang Chen 6–3, 6–3                            | Han Xinyun Zhang Kailin                      | Hu Yueyue Jessica Moore                        | Wang Qiang Yang Zi Yang Zhaoxuan Liu Chang                                       |
| 26 maggio | Bankaltim Women's Circuit 2014 Balikpapan, Indonesia Cemento $25,000 Singolare - Doppio                                | Zhu Lin 7–5, 2–6, 6–3                                        | Ankita Raina                                 | Miyabi Inoue Varatchaya Wongteanchai           | Nicha Lertpitaksinchai Peangtarn Plipuech Barbara Bonić Deria Nur Haliza         |
| 26 maggio | Bankaltim Women's Circuit 2014 Balikpapan, Indonesia Cemento $25,000 Singolare - Doppio                                | Michika Ozeki Peangtarn Plipuech 6–3, 4–6, [10–7]            | Varatchaya Wongteanchai Varunya Wongteanchai | Miyabi Inoue Varatchaya Wongteanchai           | Nicha Lertpitaksinchai Peangtarn Plipuech Barbara Bonić Deria Nur Haliza         |
| 26 maggio | Torneo Internazionale Femminile Città di Grado 2014 Grado, Italia Terra rossa $25,000 Singolare - Doppio               | Gioia Barbieri 6–4, 4–6, 6–4                                 | Kateryna Kozlova                             | Stephanie Vogt Samantha Crawford               | Maria Elena Camerin Alberta Brianti Florencia Molinero Indy de Vroome            |
| 26 maggio | Torneo Internazionale Femminile Città di Grado 2014 Grado, Italia Terra rossa $25,000 Singolare - Doppio               | Verónica Cepede Royg Stephanie Vogt 6–4, 6–2                 | Lara Arruabarrena Florencia Molinero         | Stephanie Vogt Samantha Crawford               | Maria Elena Camerin Alberta Brianti Florencia Molinero Indy de Vroome            |
| 26 maggio | Moscow Open 2014 Mosca, Russia Terra rossa $25,000 Singolare - Doppio                                                  | Anastasіja Vasyl'jeva 7–5, 6–4                               | Vitalija D'jačenko                           | Xenia Knoll Margarita Gasparjan                | Ekaterina Byčkova Tereza Martincová Majja Kacitadze Evgenija Rodina              |
| 26 maggio | Moscow Open 2014 Mosca, Russia Terra rossa $25,000 Singolare - Doppio                                                  | Anna Danilina Xenia Knoll 6–3, 6–2                           | Ekaterina Byčkova Evgenija Rodina            | Xenia Knoll Margarita Gasparjan                | Ekaterina Byčkova Tereza Martincová Majja Kacitadze Evgenija Rodina              |
| 26 maggio | Infond Open 2014 Maribor, Slovenia Terra rossa $25,000 Singolare - Doppio                                              | Kateřina Siniaková 6–1, 7–5                                  | Yvonne Neuwirth                              | Françoise Abanda Montserrat González           | Barbora Krejčíková Ekaterina Aleksandrova Tamara Zidanšek Ivana Jorović          |
| 26 maggio | Infond Open 2014 Maribor, Slovenia Terra rossa $25,000 Singolare - Doppio                                              | Barbora Krejčíková Kateřina Siniaková 6–0, 6–1               | Cindy Burger Daniela Seguel                  | Françoise Abanda Montserrat González           | Barbora Krejčíková Ekaterina Aleksandrova Tamara Zidanšek Ivana Jorović          |
| 26 maggio | ITF Changwon Women's Challenger Tennis 2014 Changwon, Corea del Sud Cemento $25,000 Singolare - Doppio                 | Hong Hyun-hui 2–6, 6–4, 6–3                                  | Junri Namigata                               | Mari Tanaka Jang Su-jeong                      | Nao Hibino Yoo Mi Hong Seung-yeon Choi Ji-hee                                    |
| 26 maggio | ITF Changwon Women's Challenger Tennis 2014 Changwon, Corea del Sud Cemento $25,000 Singolare - Doppio                 | Chuang Chia-jung Junri Namigata 7–6(5), 6–0                  | Kim So-jung Lee Ye-ra                        | Mari Tanaka Jang Su-jeong                      | Nao Hibino Yoo Mi Hong Seung-yeon Choi Ji-hee                                    |
| 26 maggio | Bukhara Womens 2014 Bukhara, Uzbekistan Cemento $25,000 Singolare - Doppio                                             | Akgul Amanmuradova 6–3, 7–5                                  | Veronika Kapšaj                              | Nigina Abduraimova Sabina Sharipova            | İpek Soylu Ekaterine Gorgodze Ekaterina Jašina Margarita Lazarëva                |
| 26 maggio | Bukhara Womens 2014 Bukhara, Uzbekistan Cemento $25,000 Singolare - Doppio                                             | Veronika Kapšaj Sabina Sharipova 6–4, 6–4                    | Nigina Abduraimova Akgul Amanmuradova        | Nigina Abduraimova Sabina Sharipova            | İpek Soylu Ekaterine Gorgodze Ekaterina Jašina Margarita Lazarëva                |
| 26 maggio | Zlatni Rat Cup 4 2014 Bol, Croazia Terra rossa $10,000 Singolare - Doppio                                              | Nadia Podoroska 6–1, 6(6)–7, 6–1                             | Bianca Botto                                 | Tena Lukas Samantha Harris                     | Emma Laine Kateřina Kamínková Beatrice Cedermark Sara Castellano                 |
| 26 maggio | Zlatni Rat Cup 4 2014 Bol, Croazia Terra rossa $10,000 Singolare - Doppio                                              | Bianca Botto Emma Laine 6–3, 6–3                             | Lenka Kunčíková Karolína Stuchlá             | Tena Lukas Samantha Harris                     | Emma Laine Kateřina Kamínková Beatrice Cedermark Sara Castellano                 |
| 26 maggio | Jolie Ville Golf Women's 20 2014 Sharm el-Sheikh, Egitto Cemento $10,000 Singolare - Doppio                            | Susanne Celik 6–1, 6–2                                       | Ola Abou Zekry                               | Danielle Konotoptseva Elena-Teodora Cadar      | Amy Bowtell Yasmin Hamza Nidhi Chilumula Eleni Kordolaimi                        |
| 26 maggio | Jolie Ville Golf Women's 20 2014 Sharm el-Sheikh, Egitto Cemento $10,000 Singolare - Doppio                            | Susanne Celik Eleni Kordolaimi 6–1, 7–6(2)                   | Sabrina Bamburac Arabela Fernández Rabener   | Danielle Konotoptseva Elena-Teodora Cadar      | Amy Bowtell Yasmin Hamza Nidhi Chilumula Eleni Kordolaimi                        |
| 26 maggio | Netanya Open 2014 Netanya, Israele Cemento $10,000 Singolare - Doppio                                                  | Barbora Štefková 7–6(4), 6–3                                 | Saray Sterenbach                             | Pia König Julija Stamatova                     | Anna Bohoslavec' Talya Zandberg Katya Krivoshapov Amandine Cazeaux               |
| 26 maggio | Netanya Open 2014 Netanya, Israele Cemento $10,000 Singolare - Doppio                                                  | Pia König Barbora Štefková 6–3, 6–2                          | Mariam Bolkvadze Anastasija Pribylova        | Pia König Julija Stamatova                     | Anna Bohoslavec' Talya Zandberg Katya Krivoshapov Amandine Cazeaux               |
| 26 maggio | ITF Women's Circuit Sibiu 2014 Sibiu, Romania Terra rossa $10,000 Singolare - Doppio                                   | Patricia Maria Țig 6–2, 6–4                                  | Nicoleta-Cătălina Dascălu                    | Elena Bogdan Gabriela Duca                     | Iuliana Oante Vendula Žovincová Iulia Maria Ivașcu Andreea Amalia Roșca          |
| 26 maggio | ITF Women's Circuit Sibiu 2014 Sibiu, Romania Terra rossa $10,000 Singolare - Doppio                                   | Camelia Hristea Oana Georgeta Simion 7–6(2), 6–1             | Raluca Georgiana Șerban Vendula Žovincová    | Elena Bogdan Gabriela Duca                     | Iuliana Oante Vendula Žovincová Iulia Maria Ivașcu Andreea Amalia Roșca          |
| 26 maggio | Sun City Open 2014 Sun City, Sudafrica Cemento $10,000 Singolare - Doppio                                              | Michelle Sammons 2–6, 7–5, 6–4                               | Natasha Fourouclas                           | Madrie Le Roux Vanja Klarić                    | Ani Vangelova Stephanie Kent Caitlin Herb Amelie Intert                          |
| 26 maggio | Sun City Open 2014 Sun City, Sudafrica Cemento $10,000 Singolare - Doppio                                              | Michelle Sammons Chanel Simmonds 7–5, 6–3                    | Ilze Hattingh Madrie Le Roux                 | Madrie Le Roux Vanja Klarić                    | Ani Vangelova Stephanie Kent Caitlin Herb Amelie Intert                          |
| 26 maggio | ITF Women's Circuit Sousse 3 2014 Susa, Tunisia Cemento $10,000 Singolare - Doppio                                     | Ana Sofía Sánchez 6–3, 6–1                                   | Lina Ǵorčeska                                | Nuria Párrizas Díaz Caroline Roméo             | Jazzamay Drew Olga Parres Azcoitia Teodora Radosavljević Alexandra Nancarrow     |
| 26 maggio | ITF Women's Circuit Sousse 3 2014 Susa, Tunisia Cemento $10,000 Singolare - Doppio                                     | Lou Brouleau Brandy Mina 6–2, 2–6, [10–6]                    | Alexandra Nancarrow Olga Parres Azcoitia     | Nuria Párrizas Díaz Caroline Roméo             | Jazzamay Drew Olga Parres Azcoitia Teodora Radosavljević Alexandra Nancarrow     |
| 26 maggio | Tarsus Cup 2014 Tarso, Turchia Terra rossa $10,000 Singolare - Doppio                                                  | Anastasija Pivovarova 6–1, 6–2                               | Melis Sezer                                  | Kimberley Zimmermann Charlotte Klasen          | Sina Niketta India Maggen Anita Husarić Valeria Prosperi                         |
| 26 maggio | Tarsus Cup 2014 Tarso, Turchia Terra rossa $10,000 Singolare - Doppio                                                  | Anita Husarić Kimberley Zimmermann 6–4, 6–2                  | Anastasija Pivovarova Melis Sezer            | Kimberley Zimmermann Charlotte Klasen          | Sina Niketta India Maggen Anita Husarić Valeria Prosperi                         |
| 26 maggio | Head Tail Activewear Women's 2014 Hilton Head Island, Stati Uniti Cemento $10,000 Singolare - Doppio                   | Caitlin Whoriskey 6–3, 7–6(5)                                | Elise Mertens                                | Caroline Dolehide Elizaveta Jančuk             | Terri Fleming Ema Burgić Jan Abaza Sonja Molnar                                  |
| 26 maggio | Head Tail Activewear Women's 2014 Hilton Head Island, Stati Uniti Cemento $10,000 Singolare - Doppio                   | Sonja Molnar Caitlin Whoriskey 6–3, 6–4                      | Lauren Albanese Macall Harkins               | Caroline Dolehide Elizaveta Jančuk             | Terri Fleming Ema Burgić Jan Abaza Sonja Molnar                                  |

## Giugno
| Settimana | Torneo | Vincitrici                                                      | Finaliste                                       | Semifinaliste                               | Eliminate ai quarti                                                                |
| --------- | --- | --------------------------------------------------------------- | ----------------------------------------------- | ------------------------------------------- | ---------------------------------------------------------------------------------- |
| 2 giugno  | Open Féminin de Marseille 2014 Marsiglia, Francia Terra rossa $100,000 Singolare - Doppio                                                                   | Alexandra Dulgheru 6–3, 7–5                                     | Johanna Larsson                                 | Allie Kiick Evgenija Rodina                 | Lourdes Domínguez Lino Sofia Arvidsson Sesil Karatančeva Lesja Curenko             |
| 2 giugno  | Open Féminin de Marseille 2014 Marsiglia, Francia Terra rossa $100,000 Singolare - Doppio                                                                   | Lourdes Domínguez Lino Beatriz García Vidagany 6–1, 6–2         | Julija Bejhel'zymer Ol'ha Savčuk                | Allie Kiick Evgenija Rodina                 | Lourdes Domínguez Lino Sofia Arvidsson Sesil Karatančeva Lesja Curenko             |
| 2 giugno  | AEGON Trophy 2014 Nottingham, Gran Bretagna Erba $75,000 Singolare - Doppio                                                                                 | Kristýna Plíšková 6–2, 3–6, 6–4                                 | Zarina Dijas                                    | Johanna Konta Michelle Larcher de Brito     | Anett Kontaveit Sharon Fichman Melanie Oudin Eléni Daniilídou                      |
| 2 giugno  | AEGON Trophy 2014 Nottingham, Gran Bretagna Erba $75,000 Singolare - Doppio                                                                                 | Jocelyn Rae Anna Smith 7–6(5), 4–6, [10–5]                      | Sharon Fichman Maria Sanchez                    | Johanna Konta Michelle Larcher de Brito     | Anett Kontaveit Sharon Fichman Melanie Oudin Eléni Daniilídou                      |
| 2 giugno  | Internazionali Femminili di Tennis di Brescia 2014 Brescia, Italia Terra rossa $25,000 Singolare - Doppio                                                   | Aljaksandra Sasnovič 6–4, 6–1                                   | Renata Voráčová                                 | Arantxa Rus Kateřina Siniaková              | Samantha Crawford Eva Birnerová Anna Remondina Claudia Giovine                     |
| 2 giugno  | Internazionali Femminili di Tennis di Brescia 2014 Brescia, Italia Terra rossa $25,000 Singolare - Doppio                                                   | Sanaz Marand Florencia Molinero 6–4, 4–6, [10–8]                | Louisa Chirico Asia Muhammad                    | Arantxa Rus Kateřina Siniaková              | Samantha Crawford Eva Birnerová Anna Remondina Claudia Giovine                     |
| 2 giugno  | ITF Women's La Marsa 2014 La Marsa, Tunisia Terra rossa $25,000 Singolare - Doppio                                                                          | Andrea Gámiz 3–6, 6–0, 6–4                                      | Tereza Mrdeža                                   | Dia Evtimova Xenia Knoll                    | Ana Bogdan Ana Savić Sara Sorribes Tormo Isabella Šinikova                         |
| 2 giugno  | ITF Women's La Marsa 2014 La Marsa, Tunisia Terra rossa $25,000 Singolare - Doppio                                                                          | Andrea Gámiz Valerija Savinych 1–6, 7–6(6), [11–9]              | Xenia Knoll Pemra Özgen                         | Dia Evtimova Xenia Knoll                    | Ana Bogdan Ana Savić Sara Sorribes Tormo Isabella Šinikova                         |
| 2 giugno  | Hunt Communities USTA Women's Pro Tennis Classic 2014 El Paso, Stati Uniti Cemento $25,000 Singolare - Doppio                                               | Elise Mertens 6–1, 3–6, 6–4                                     | Ashley Weinhold                                 | Hsu Chieh-yu Ema Burgić                     | Denise Muresan Chiara Scholl Hsu Ching-wen Peggy Porter                            |
| 2 giugno  | Hunt Communities USTA Women's Pro Tennis Classic 2014 El Paso, Stati Uniti Cemento $25,000 Singolare - Doppio                                               | Jamie Loeb Ashley Weinhold 4–6, 6–4, [15–13]                    | Hsu Chieh-yu Danielle Lao                       | Hsu Chieh-yu Ema Burgić                     | Denise Muresan Chiara Scholl Hsu Ching-wen Peggy Porter                            |
| 2 giugno  | Sarajevo Ladies Open 2014 Sarajevo, Bosnia ed Erzegovina Terra rossa $15,000 Singolare - Doppio                                                             | Viktorija Tomova 6–4, 6–3                                       | Eleanor Dean                                    | Lina Ǵorčeska Barbora Krejčíková            | Melis Sezer Tamara Čurović Conny Perrin Despina Papamichail                        |
| 2 giugno  | Sarajevo Ladies Open 2014 Sarajevo, Bosnia ed Erzegovina Terra rossa $15,000 Singolare - Doppio                                                             | Barbora Krejčíková Viktorija Tomova 7–6(3), 6–2                 | Carolin Daniels Melis Sezer                     | Lina Ǵorčeska Barbora Krejčíková            | Melis Sezer Tamara Čurović Conny Perrin Despina Papamichail                        |
| 2 giugno  | Mundial de Tênis de Campos do Jordão 2014 Campos do Jordão, Brasile Cemento $15,000 Singolare - Doppio                                                      | Laura Pigossi 4–6, 6–1, 7–6(2)                                  | Victoria Bosio                                  | Nathalia Rossi Guadalupe Pérez Rojas        | Ana Clara Duarte Chien Pei-ju Nathaly Kurata Sara Giménez                          |
| 2 giugno  | Mundial de Tênis de Campos do Jordão 2014 Campos do Jordão, Brasile Cemento $15,000 Singolare - Doppio                                                      | Laura Pigossi Nathalia Rossi 6–4, 6–2                           | Victoria Bosio Ana Clara Duarte                 | Nathalia Rossi Guadalupe Pérez Rojas        | Ana Clara Duarte Chien Pei-ju Nathaly Kurata Sara Giménez                          |
| 2 giugno  | Zlatni Rat Cup 5 2014 Bol, Croazia Terra rossa $10,000 Singolare - Doppio                                                                                   | Bianca Botto 6–1, 6–2                                           | Tena Lukas                                      | Ol'ha Jančuk Petra Rohanová                 | Nadia Podoroska Mariana Dražić Christina Shakovets Barbara Kötelešová              |
| 2 giugno  | Zlatni Rat Cup 5 2014 Bol, Croazia Terra rossa $10,000 Singolare - Doppio                                                                                   | Lenka Kunčíková Karolína Stuchlá 0–6, 6–1, [10–8]               | Ol'ha Jančuk Christina Shakovets                | Ol'ha Jančuk Petra Rohanová                 | Nadia Podoroska Mariana Dražić Christina Shakovets Barbara Kötelešová              |
| 2 giugno  | Jolie Ville Golf Women's 21 2014 Sharm el-Sheikh, Egitto Cemento $10,000 Singolare - Doppio                                                                 | Elena-Teodora Cadar 6–3, 6–3                                    | Amy Bowtell                                     | Susanne Celik Caroline Rohde-Moe            | Alina Micheeva Francesca Stephenson Arabela Fernández Rabener Eleni Kordolaimi     |
| 2 giugno  | Jolie Ville Golf Women's 21 2014 Sharm el-Sheikh, Egitto Cemento $10,000 Singolare - Doppio                                                                 | Susanne Celik Eleni Kordolaimi 7–5, 6–2                         | Elena-Teodora Cadar Arabela Fernández Rabener   | Susanne Celik Caroline Rohde-Moe            | Alina Micheeva Francesca Stephenson Arabela Fernández Rabener Eleni Kordolaimi     |
| 2 giugno  | Hungarian Open 2014 Budapest, Ungheria Terra rossa $10,000 Singolare - Doppio                                                                               | Pernilla Mendesová 6–0, 2–6, 6–2                                | Sofía Blanco                                    | Evgenija Paškova Nicoleta-Cătălina Dascălu  | Pia König Lenka Juríková Adrijana Lekaj Kateryna Bondarenko                        |
| 2 giugno  | Hungarian Open 2014 Budapest, Ungheria Terra rossa $10,000 Singolare - Doppio                                                                               | Sofía Blanco Adrijana Lekaj 7–6(5), 6–3                         | Zuzana Luknárová Evgenija Paškova               | Evgenija Paškova Nicoleta-Cătălina Dascălu  | Pia König Lenka Juríková Adrijana Lekaj Kateryna Bondarenko                        |
| 2 giugno  | Walikota Tarakan Open 2014 Tarakan, Indonesia Cemento indoor $10,000 Singolare - Doppio                                                                     | Zhu Lin 4–6, 6–0, 6–2                                           | Wang Yan                                        | Yang Zhaoxuan Lavinia Tananta               | Jessy Rompies Zhang Yukun Tamachan Momkoonthod Aldila Sutjiadi                     |
| 2 giugno  | Walikota Tarakan Open 2014 Tarakan, Indonesia Cemento indoor $10,000 Singolare - Doppio                                                                     | Varatchaya Wongteanchai Varunya Wongteanchai 5–7, 6–4, [11–9]   | Beatrice Gumulya Jessy Rompies                  | Yang Zhaoxuan Lavinia Tananta               | Jessy Rompies Zhang Yukun Tamachan Momkoonthod Aldila Sutjiadi                     |
| 2 giugno  | Tokyo Ariake International Ladies Open 2014 Tokyo, Giappone Cemento $10,000 Singolare - Doppio                                                              | Mana Ayukawa 2–6, 6–0, 6–3                                      | Miyabi Inoue                                    | Yuuki Tanaka Kotomi Takahata                | Kanae Hisami Mizuno Kijima Shiho Hisamatsu Akari Inoue                             |
| 2 giugno  | Tokyo Ariake International Ladies Open 2014 Tokyo, Giappone Cemento $10,000 Singolare - Doppio                                                              | Mana Ayukawa Makoto Ninomiya 3–6, 6–4, [10–4]                   | Yurina Koshino Akiko Ōmae                       | Yuuki Tanaka Kotomi Takahata                | Kanae Hisami Mizuno Kijima Shiho Hisamatsu Akari Inoue                             |
| 2 giugno  | Abierto Internacional Femenil Pachuca 2014 Pachuca, Messico Cemento $10,000 Singolare - Doppio                                                              | Carolina Betancourt 5–3, ritiro                                 | Fernanda Brito                                  | Anastasija Nefedova Adriana Guzmán          | María Paulina Pérez Vera Aleščeva Rianna Valdes Vera Bessonova                     |
| 2 giugno  | Abierto Internacional Femenil Pachuca 2014 Pachuca, Messico Cemento $10,000 Singolare - Doppio                                                              | Vera Aleščeva Ayaka Okuno 7–6(5), 3–6, [10–7]                   | Giovanna Manifacio Yadira Rubio                 | Anastasija Nefedova Adriana Guzmán          | María Paulina Pérez Vera Aleščeva Rianna Valdes Vera Bessonova                     |
| 2 giugno  | Kazan Summer Cup 2014 Kazan', Russia Terra rossa $10,000 Singolare - Doppio                                                                                 | Alena Tarasova 6–1, 7–6(3)                                      | Polina Monova                                   | Margarita Lazarëva Lіdzіja Marozava         | Anna Smolina Anastasija Pivovarova Julija Valetova Sabina Šajdullina               |
| 2 giugno  | Kazan Summer Cup 2014 Kazan', Russia Terra rossa $10,000 Singolare - Doppio                                                                                 | Margarita Lazareva Lіdzіja Marozava 6–1, 0–6, [10–6]            | Polina Novoselova Sof'ja Smagina                | Margarita Lazarëva Lіdzіja Marozava         | Anna Smolina Anastasija Pivovarova Julija Valetova Sabina Šajdullina               |
| 2 giugno  | Sun City Open 2 2014 Sun City, Sudafrica Cemento $10,000 Singolare - Doppio                                                                                 | Ilze Hattingh 6–1, 6–3                                          | Clothilde de Bernardi                           | Madrie Le Roux Natasha Fourouclas           | Chanel Simmonds Nicole Dzenga Stephanie Kent Lenice van Eyk                        |
| 2 giugno  | Sun City Open 2 2014 Sun City, Sudafrica Cemento $10,000 Singolare - Doppio                                                                                 | Agata Barańska Stephanie Kent Walkover                          | Ilze Hattingh Madrie Le Roux                    | Madrie Le Roux Natasha Fourouclas           | Chanel Simmonds Nicole Dzenga Stephanie Kent Lenice van Eyk                        |
| 2 giugno  | Ciudad de la Raqueta 2014 Madrid, Spagna Terra rossa indoor $10,000 Singolare - Doppio                                                                      | Olga Sáez Larra 6–4, 3–6, 7–5                                   | Lucía Cervera Vázquez                           | Imane Maëlle Kocher Yvonne Cavallé Reimers  | Lena-Marie Hofmann Bárbara Luz Maria Sakkarī Jessika Ponchet                       |
| 2 giugno  | Ciudad de la Raqueta 2014 Madrid, Spagna Terra rossa indoor $10,000 Singolare - Doppio                                                                      | Silvia García Jiménez Olga Sáez Larra 6–4, 6–3                  | Yvonne Cavallé Reimers Lucía Cervera Vázquez    | Imane Maëlle Kocher Yvonne Cavallé Reimers  | Lena-Marie Hofmann Bárbara Luz Maria Sakkarī Jessika Ponchet                       |
| 2 giugno  | Sinan Sudas Cup 2014 Adana, Turchia Cemento $10,000 Singolare - Doppio                                                                                      | İpek Soylu 4–6, 6–1, 6–2                                        | Başak Eraydın                                   | Cristina Adamescu Linda Prenkovic           | Alona Fomina Ayla Aksu Pamela Boyanov Melis Bayraktaroğlu                          |
| 2 giugno  | Sinan Sudas Cup 2014 Adana, Turchia Cemento $10,000 Singolare - Doppio                                                                                      | Başak Eraydın İpek Soylu 6–3, 6–1                               | Alona Fomina Ekaterina Ciklauri                 | Cristina Adamescu Linda Prenkovic           | Alona Fomina Ayla Aksu Pamela Boyanov Melis Bayraktaroğlu                          |
| 9 giugno  | AEGON Nottingham Challenge 2014 Nottingham, Gran Bretagna Erba $50,000 Singolare - Doppio                                                                   | Jarmila Gajdošová 6–2, 6–2                                      | Timea Bacsinszky                                | Nicole Gibbs Andrea Hlaváčková              | Lesja Curenko Mathilde Johansson Anett Kontaveit Ons Jabeur                        |
| 9 giugno  | AEGON Nottingham Challenge 2014 Nottingham, Gran Bretagna Erba $50,000 Singolare - Doppio                                                                   | Jarmila Gajdošová Arina Rodionova 7–6(0), 6–1                   | Verónica Cepede Royg Stephanie Vogt             | Nicole Gibbs Andrea Hlaváčková              | Lesja Curenko Mathilde Johansson Anett Kontaveit Ons Jabeur                        |
| 9 giugno  | TVN Open 2014 Essen, Germania Terra rossa $25,000 Singolare - Doppio                                                                                        | Mandy Minella 6–2, 4–6, 6–3                                     | Richèl Hogenkamp                                | Constance Sibille Lesley Kerkhove           | Cindy Burger Ekaterina Aleksandrova Kristina Barrois Kateřina Vaňková              |
| 9 giugno  | TVN Open 2014 Essen, Germania Terra rossa $25,000 Singolare - Doppio                                                                                        | Kristina Barrois Tatjana Maria 6–2, 6–2                         | Ysaline Bonaventure Elica Kostova               | Constance Sibille Lesley Kerkhove           | Cindy Burger Ekaterina Aleksandrova Kristina Barrois Kateřina Vaňková              |
| 9 giugno  | Hungarian Open 2014 Budapest, Ungheria Terra rossa $25,000 Singolare - Doppio                                                                               | Denisa Allertová 7–6(6), 7–6(3)                                 | Adrijana Lekaj                                  | Bianca Botto Réka-Luca Jani                 | Evgenija Paškova Jesika Malečková Dia Evtimova Ana Savić                           |
| 9 giugno  | Hungarian Open 2014 Budapest, Ungheria Terra rossa $25,000 Singolare - Doppio                                                                               | Réka-Luca Jani Irina Chromačëva 7–5, 6–4                        | Dalila Jakupovič Kateřina Kramperová            | Bianca Botto Réka-Luca Jani                 | Evgenija Paškova Jesika Malečková Dia Evtimova Ana Savić                           |
| 9 giugno  | Padova Challenge Open 2014 Padova, Italia Terra rossa $25,000 Singolare - Doppio                                                                            | Louisa Chirico 6–2, 1–6, 7–6(3)                                 | Paula Cristina Gonçalves                        | Anastasia Grymalska Alice Matteucci         | Aljaksandra Sasnovič Florencia Molinero Gabriela Cé Catalina Pella                 |
| 9 giugno  | Padova Challenge Open 2014 Padova, Italia Terra rossa $25,000 Singolare - Doppio                                                                            | Gioia Barbieri Sofia Shapatava 6–4, 0–6, [14–12]                | Paula Cristina Gonçalves Florencia Molinero     | Anastasia Grymalska Alice Matteucci         | Aljaksandra Sasnovič Florencia Molinero Gabriela Cé Catalina Pella                 |
| 9 giugno  | Fergana Challenger 2014 Fergana, Uzbekistan Cemento $25,000 Singolare - Doppio                                                                              | Nigina Abduraimova 6–3, 6–4                                     | Nao Hibino                                      | Ana Veselinović Hiroko Kuwata               | Sabina Sharipova Kamila Kerimbajeva Yumi Miyazaki Margarita Lazarëva               |
| 9 giugno  | Fergana Challenger 2014 Fergana, Uzbekistan Cemento $25,000 Singolare - Doppio                                                                              | Hiroko Kuwata Mari Tanaka 6–1, 6–4                              | Nao Hibino Prarthana Thombare                   | Ana Veselinović Hiroko Kuwata               | Sabina Sharipova Kamila Kerimbajeva Yumi Miyazaki Margarita Lazarëva               |
| 9 giugno  | ITF Women's Circuit Villa del Dique 2014 Villa del Dique, Argentina Terra rossa $10,000 Singolare - Doppio                                                  | Julieta Lara Estable 6–3, 3–6, 6–4                              | Daniela Farfán                                  | Constanza Vega Berta Bonardi                | Melina Ferrero Ingrid Gamarra Martins Sara Giménez Ivania Martinich                |
| 9 giugno  | ITF Women's Circuit Villa del Dique 2014 Villa del Dique, Argentina Terra rossa $10,000 Singolare - Doppio                                                  | Carolina Alves Constanza Vega 7–6(4), 6–2                       | Nathaly Kurata Nathalia Rossi                   | Constanza Vega Berta Bonardi                | Melina Ferrero Ingrid Gamarra Martins Sara Giménez Ivania Martinich                |
| 9 giugno  | Pavlov Cup 2014 Minsk, Bielorussia Terra rossa $10,000 Singolare - Doppio                                                                                   | Chloé Paquet 6–2, 6–4                                           | Lіdzіja Marozava                                | Vera Lapko Elizaveta Jančuk                 | Svjatlana Piraženka Anastasija Sajtova Sadafmoh Tolibova Anastasija Frolova        |
| 9 giugno  | Pavlov Cup 2014 Minsk, Bielorussia Terra rossa $10,000 Singolare - Doppio                                                                                   | Lіdzіja Marozava Svjatlana Piraženka 6–1, 6–3                   | Anna Smolina Ljubov' Vasil'eva                  | Vera Lapko Elizaveta Jančuk                 | Svjatlana Piraženka Anastasija Sajtova Sadafmoh Tolibova Anastasija Frolova        |
| 9 giugno  | Vrnjacka Banja Open 2014 Banja Luka, Bosnia ed Erzegovina Terra rossa $10,000 Singolare - Doppio                                                            | Barbora Štefková 6–2, 6–2                                       | Daiana Negreanu                                 | Eleanor Dean Andrea Koch Benvenuto          | Stefanie Vorih Gabriela Pantůčková Anita Husarić Silvia Njirić                     |
| 9 giugno  | Vrnjacka Banja Open 2014 Banja Luka, Bosnia ed Erzegovina Terra rossa $10,000 Singolare - Doppio                                                            | Gabriela Pantůčková Barbora Štefková Walkover                   | Anita Husarić Daiana Negreanu                   | Eleanor Dean Andrea Koch Benvenuto          | Stefanie Vorih Gabriela Pantůčková Anita Husarić Silvia Njirić                     |
| 9 giugno  | Zlatni Rat Cup 6 2014 Bol, Croazia Terra rossa $10,000 Singolare - Doppio                                                                                   | Nadia Podoroska 6–3, 2–6, 6–2                                   | Ol'ha Jančuk                                    | Samantha Harris Francesca Palmigiano        | Petra Rohanová Janneke Wikkerink Christina Shakovets Tena Lukas                    |
| 9 giugno  | Zlatni Rat Cup 6 2014 Bol, Croazia Terra rossa $10,000 Singolare - Doppio                                                                                   | Lenka Kunčíková Karolína Stuchlá 6–0, 6–4                       | Samantha Harris Sally Peers                     | Samantha Harris Francesca Palmigiano        | Petra Rohanová Janneke Wikkerink Christina Shakovets Tena Lukas                    |
| 9 giugno  | Jolie Ville Golf Women's 22 2014 Sharm el-Sheikh, Egitto Cemento $10,000 Singolare - Doppio                                                                 | Elena-Teodora Cadar 6–4, 6–4                                    | Anna Morgina                                    | Ksenija Gajdarži Alina Micheeva             | Sandra Samir Petra Hule Marcela Alves Pereira Valle Amy Bowtell                    |
| 9 giugno  | Jolie Ville Golf Women's 22 2014 Sharm el-Sheikh, Egitto Cemento $10,000 Singolare - Doppio                                                                 | Anna Morgina Caroline Rohde-Moe 6–3, 7–5                        | Elena-Teodora Cadar Arabela Fernández Rabener   | Ksenija Gajdarži Alina Micheeva             | Sandra Samir Petra Hule Marcela Alves Pereira Valle Amy Bowtell                    |
| 9 giugno  | Surakarta Cup 2014 Surakarta, Indonesia Cemento $10,000 Singolare - Doppio                                                                                  | Zhu Lin 6–0, 6–0                                                | Lavinia Tananta                                 | Wang Yan Beatrice Gumulya                   | Yang Zhaoxuan Varunya Wongteanchai Deria Nur Haliza Gai Ao                         |
| 9 giugno  | Surakarta Cup 2014 Surakarta, Indonesia Cemento $10,000 Singolare - Doppio                                                                                  | Nadia Ravita Aldila Sutjiadi 6–2, 7–6(3)                        | Beatrice Gumulya Jessy Rompies                  | Wang Yan Beatrice Gumulya                   | Yang Zhaoxuan Varunya Wongteanchai Deria Nur Haliza Gai Ao                         |
| 9 giugno  | Kashiwa Open 2014 Kashiwa, Giappone Cemento $10,000 Singolare - Doppio                                                                                      | Riko Sawayanagi 6–4, 7–6(5)                                     | Junri Namigata                                  | Kanae Hisami Mana Ayukawa                   | Yuki Kristina Chiang Yuuki Tanaka Mizuno Kijima Kotomi Takahata                    |
| 9 giugno  | Kashiwa Open 2014 Kashiwa, Giappone Cemento $10,000 Singolare - Doppio                                                                                      | Yuki Kristina Chiang Aki Yamasoto 5–7, 6–1, [10–5]              | Makoto Ninomiya Yuuki Tanaka                    | Kanae Hisami Mana Ayukawa                   | Yuki Kristina Chiang Yuuki Tanaka Mizuno Kijima Kotomi Takahata                    |
| 9 giugno  | ITF Femenil Britania Coatzacoalcos 2014 Coatzacoalcos, Messico Cemento $10,000 Singolare - Doppio                                                           | Marcela Zacarías 6–3, 7–6(3)                                    | Ximena Hermoso                                  | Andrea Eskauriatza Ruiz Carolina Betancourt | Camila Fuentes Steffi Carruthers Gabriella Umoquit Rianna Valdes                   |
| 9 giugno  | ITF Femenil Britania Coatzacoalcos 2014 Coatzacoalcos, Messico Cemento $10,000 Singolare - Doppio                                                           | Camila Fuentes Marcela Zacarías 6–2, 6–2                        | María Paulina Pérez Paula Andrea Pérez          | Andrea Eskauriatza Ruiz Carolina Betancourt | Camila Fuentes Steffi Carruthers Gabriella Umoquit Rianna Valdes                   |
| 9 giugno  | Amstelveen Future Tournament 2014 Amstelveen, Paesi Bassi Terra rossa $10,000 Singolare - Doppio                                                            | Quirine Lemoine 2–6, 6–4, 6–2                                   | Bernarda Pera                                   | Fanny Stollár Gloria Liang                  | Catherine Chantraine Gabriela van de Graaf Jainy Scheepens Tatiana Búa             |
| 9 giugno  | Amstelveen Future Tournament 2014 Amstelveen, Paesi Bassi Terra rossa $10,000 Singolare - Doppio                                                            | Bernarda Pera Viktorija Tomova 6–0, 2–1, ritiro                 | Tatiana Búa Beatriz Haddad Maia                 | Fanny Stollár Gloria Liang                  | Catherine Chantraine Gabriela van de Graaf Jainy Scheepens Tatiana Búa             |
| 9 giugno  | Sun City Open 3 2014 Sun City, Sudafrica Cemento $10,000 Singolare - Doppio                                                                                 | Chanel Simmonds 6–2, 6–2                                        | Madrie Le Roux                                  | Ilze Hattingh Clothilde de Bernardi         | Stephanie Kent Natasha Fourouclas Alexandra Riley Agata Barańska                   |
| 9 giugno  | Sun City Open 3 2014 Sun City, Sudafrica Cemento $10,000 Singolare - Doppio                                                                                 | Michelle Sammons Chanel Simmonds 6–3, 6–3                       | Ilze Hattingh Madrie Le Roux                    | Ilze Hattingh Clothilde de Bernardi         | Stephanie Kent Natasha Fourouclas Alexandra Riley Agata Barańska                   |
| 9 giugno  | Club de Tenis Chamartín ITF 2014 Madrid, Spagna Terra rossa $10,000 Singolare - Doppio                                                                      | Lucía Cervera Vázquez 7–6(5), 6–3                               | Olga Sáez Larra                                 | Aleksandrina Najdenova Maria Sakkarī        | Olga Parres Azcoitia Alice Bacquié Ioana Loredana Roșca Bárbara Luz                |
| 9 giugno  | Club de Tenis Chamartín ITF 2014 Madrid, Spagna Terra rossa $10,000 Singolare - Doppio                                                                      | Yvonne Cavallé Reimers Lucía Cervera Vázquez 6–2, 4–6, [10–5]   | Charlotte Roemer Olga Sáez Larra                | Aleksandrina Najdenova Maria Sakkarī        | Olga Parres Azcoitia Alice Bacquié Ioana Loredana Roșca Bárbara Luz                |
| 9 giugno  | Adana Atli Spor Kupasi 2014 Adana, Turchia Terra rossa $10,000 Singolare - Doppio                                                                           | Elke Lemmens 3–6, 6–1, 6–1                                      | Julija Stamatova                                | Ana Bogdan Başak Eraydın                    | Stefanie Stemmer Carolin Schmidt Cristina Adamescu Anna Maria Heil                 |
| 9 giugno  | Adana Atli Spor Kupasi 2014 Adana, Turchia Terra rossa $10,000 Singolare - Doppio                                                                           | Elke Lemmens Anette Munozova 6–4, 6–3                           | Ina Kaufinger Ljuboslava Peruhova               | Ana Bogdan Başak Eraydın                    | Stefanie Stemmer Carolin Schmidt Cristina Adamescu Anna Maria Heil                 |
| 16 giugno | Pavlov Cup 2 2014 Minsk, Bielorussia Terra rossa $25,000 Singolare - Doppio                                                                                 | Irina Chromačëva 6–4, 1–6, 6–1                                  | Ema Mikulčić                                    | Ilona Kramen' Veronika Kapšaj               | Varvara Flink Evgenija Rodina Ol'ga Alekseevna Pučkova Margarita Gasparjan         |
| 16 giugno | Pavlov Cup 2 2014 Minsk, Bielorussia Terra rossa $25,000 Singolare - Doppio                                                                                 | Irina Chromačëva Ilona Kramen' 7–5, 6–0                         | Lіdzіja Marozava Svjatlana Piraženka            | Ilona Kramen' Veronika Kapšaj               | Varvara Flink Evgenija Rodina Ol'ga Alekseevna Pučkova Margarita Gasparjan         |
| 16 giugno | Open GDF SUEZ Montpellier 2014 Montpellier, Francia Terra rossa $25,000 Singolare - Doppio                                                                  | Elica Kostova 7–5, 6–1                                          | Sofija Kovalec                                  | Montserrat González Constance Sibille       | Catalina Pella Cindy Burger Irina Ramialison Gabriela Cé                           |
| 16 giugno | Open GDF SUEZ Montpellier 2014 Montpellier, Francia Terra rossa $25,000 Singolare - Doppio                                                                  | Inés Ferrer Suárez Sara Sorribes Tormo 2–6, 6–3, [12–10]        | Hsu Chieh-yu Elica Kostova                      | Montserrat González Constance Sibille       | Catalina Pella Cindy Burger Irina Ramialison Gabriela Cé                           |
| 16 giugno | Swedish Ladies Ystad 2014 Ystad, Svezia Terra rossa $25,000 Singolare - Doppio                                                                              | Nastja Kolar 6–4, 6–4                                           | Sandra Zaniewska                                | Xenia Knoll Jeļena Ostapenko                | Kathinka von Deichmann Susanne Celik Melanie Stokke Ulrikke Eikeri                 |
| 16 giugno | Swedish Ladies Ystad 2014 Ystad, Svezia Terra rossa $25,000 Singolare - Doppio                                                                              | Nastja Kolar Yvonne Neuwirth 7–6(3), 3–6, [10–6]                | Anna Danilina Xenia Knoll                       | Xenia Knoll Jeļena Ostapenko                | Kathinka von Deichmann Susanne Celik Melanie Stokke Ulrikke Eikeri                 |
| 16 giugno | Lenzerheide Open 2014 Lenzerheide, Svizzera Terra rossa $25,000 Singolare - Doppio                                                                          | Elizaveta Kuličkova 7–5, 6–2                                    | Louisa Chirico                                  | Jil Belen Teichmann Giulia Gatto-Monticone  | Ekaterina Aleksandrova Justyna Jegiołka Tatjana Maria Karin Kennel                 |
| 16 giugno | Lenzerheide Open 2014 Lenzerheide, Svizzera Terra rossa $25,000 Singolare - Doppio                                                                          | Louisa Chirico Sanaz Marand 6–3, 6–4                            | Jang Su-jeong Justyna Jegiołka                  | Jil Belen Teichmann Giulia Gatto-Monticone  | Ekaterina Aleksandrova Justyna Jegiołka Tatjana Maria Karin Kennel                 |
| 16 giugno | Zubr Cup 2014 Přerov, Repubblica Ceca Terra rossa $15,000 Singolare - Doppio                                                                                | Barbora Krejčíková 6–3, 6–4                                     | Lenka Juríková                                  | Andrea Koch Benvenuto Pernilla Mendesová    | Eva Rutarová Katarzyna Kawa Amanda Carreras Natalija Kostić                        |
| 16 giugno | Zubr Cup 2014 Přerov, Repubblica Ceca Terra rossa $15,000 Singolare - Doppio                                                                                | Chantal Škamlová Barbora Štefková 6–4, 6–3                      | Eva Rutarová Karolína Stuchlá                   | Andrea Koch Benvenuto Pernilla Mendesová    | Eva Rutarová Katarzyna Kawa Amanda Carreras Natalija Kostić                        |
| 16 giugno | AAT Women's Circuit Villa Maria 2014 Villa María, Argentina Terra rossa $10,000 Singolare - Doppio                                                          | Sofía Luini 6–4, 6–1                                            | Carla Lucero                                    | Carolina Alves Flávia Guimarães Bueno       | Eduarda Piai Sara Giménez Julieta Lara Estable Nathaly Kurata                      |
| 16 giugno | AAT Women's Circuit Villa Maria 2014 Villa María, Argentina Terra rossa $10,000 Singolare - Doppio                                                          | Sofía Luini Ana Madcur 6–2, 4–6, [10–7]                         | Ingrid Gamarra Martins Eduarda Piai             | Carolina Alves Flávia Guimarães Bueno       | Eduarda Piai Sara Giménez Julieta Lara Estable Nathaly Kurata                      |
| 16 giugno | Freedom 55 Financial Victoria Women's ITF 2014 Victoria, Canada Cemento indoor $10,000 Singolare - Doppio                                                   | Sonja Molnar 6–4, 7–5                                           | Tori Kinard                                     | Ayaka Okuno Stacey Fung                     | Maria Patrascu Khristina Blajkevitch Charlotte Petrick Ayan Broomfield             |
| 16 giugno | Freedom 55 Financial Victoria Women's ITF 2014 Victoria, Canada Cemento indoor $10,000 Singolare - Doppio                                                   | Ayan Broomfield Maria Patrascu 5–7, 6–4, [10–8]                 | Khristina Blajkevitch Wendy Zhang               | Ayaka Okuno Stacey Fung                     | Maria Patrascu Khristina Blajkevitch Charlotte Petrick Ayan Broomfield             |
| 16 giugno | Jolie Ville Golf Women's 23 2014 Sharm el-Sheikh, Egitto Cemento $10,000 Singolare - Doppio                                                                 | Despina Papamichail 6–1, 6–3                                    | Anna Morgina                                    | Alina Micheeva Elena-Teodora Cadar          | Giorgia Pinto Arabela Fernández Rabener Mai El Kamash Raluca Georgiana Șerban      |
| 16 giugno | Jolie Ville Golf Women's 23 2014 Sharm el-Sheikh, Egitto Cemento $10,000 Singolare - Doppio                                                                 | Arabela Fernández Rabener Despina Papamichail 6–3, 6–3          | Mai El Kamash Yasmin Hamza                      | Alina Micheeva Elena-Teodora Cadar          | Giorgia Pinto Arabela Fernández Rabener Mai El Kamash Raluca Georgiana Șerban      |
| 16 giugno | Torneo Tirreno Power 2014 Civitavecchia, Italia Cemento $10,000 Singolare - Doppio                                                                          | Polina Lejkina 7–5, 6–4                                         | Martina Caregaro                                | Jasmine Paolini Hanna Landener              | Lisa Sabino Alexa Guarachi Ioana Loredana Roșca Camila Giangreco Campiz            |
| 16 giugno | Torneo Tirreno Power 2014 Civitavecchia, Italia Cemento $10,000 Singolare - Doppio                                                                          | Martina Caregaro Anna Floris 6–4, 6–4                           | Alexa Guarachi Sally Peers                      | Jasmine Paolini Hanna Landener              | Lisa Sabino Alexa Guarachi Ioana Loredana Roșca Camila Giangreco Campiz            |
| 16 giugno | Astana Womens 4 2014 Astana, Kazakistan Cemento $10,000 Singolare - Doppio                                                                                  | Sofia Kvatsabaia 0–6, 6–1, 6–2                                  | Anastasija Pribylova                            | Ana Veselinović Julija Bryzgalova           | Elizaveta Khabarova Vlada Ėkšibarova Alexandra Grinchishina Ekaterina Jašina       |
| 16 giugno | Astana Womens 4 2014 Astana, Kazakistan Cemento $10,000 Singolare - Doppio                                                                                  | Sofia Kvatsabaia Ana Veselinović 7–6(5), 7–6(3)                 | Albina Khabibulina Ekaterina Klyueva            | Ana Veselinović Julija Bryzgalova           | Elizaveta Khabarova Vlada Ėkšibarova Alexandra Grinchishina Ekaterina Jašina       |
| 16 giugno | Circuito Riviera Maya 2014 Playa del Carmen, Messico Cemento $10,000 Singolare - Doppio                                                                     | Victoria Rodríguez 4–6, 6–2, 6–4                                | Ana Sofía Sánchez                               | Allie Will Constanza Gorches                | Hsu Ching-wen Nicole Frenkel Karyn Guttormsen Carolina Betancourt                  |
| 16 giugno | Circuito Riviera Maya 2014 Playa del Carmen, Messico Cemento $10,000 Singolare - Doppio                                                                     | Anamika Bhargava Allie Will 6–2, 6–2                            | Victoria Rodríguez Marcela Zacarías             | Allie Will Constanza Gorches                | Hsu Ching-wen Nicole Frenkel Karyn Guttormsen Carolina Betancourt                  |
| 16 giugno | Future Alkmaar 2014 Alkmaar, Paesi Bassi Terra rossa $10,000 Singolare - Doppio                                                                             | Catherine Chantraine 3–6, 6–4, 6–4                              | Tamara Korpatsch                                | Bernarda Pera Natela Dzalamidze             | Mandy Wagemaker Katharina Lehnert Beatrice van de Velde Beatriz Haddad Maia        |
| 16 giugno | Future Alkmaar 2014 Alkmaar, Paesi Bassi Terra rossa $10,000 Singolare - Doppio                                                                             | Beatriz Haddad Maia Bernarda Pera 6–1, 1–6, [10–5]              | Charlotte van der Meij Mandy Wagemaker          | Bernarda Pera Natela Dzalamidze             | Mandy Wagemaker Katharina Lehnert Beatrice van de Velde Beatriz Haddad Maia        |
| 16 giugno | Trofeul Municipiului Galați 2014 Galați, Romania Terra rossa $10,000 Singolare - Doppio                                                                     | Elena Bogdan 6–3, 6–1                                           | Oana Georgeta Simion                            | Anastasia Vdovenco Patricia Maria Țig       | Gabriela Talaba Simona Ionescu Andreea Amalia Roșca Camelia Hristea                |
| 16 giugno | Trofeul Municipiului Galați 2014 Galați, Romania Terra rossa $10,000 Singolare - Doppio                                                                     | Camelia Hristea Patricia Maria Țig 6–3, 6–1                     | Maryna Kolb Nadija Kolb                         | Anastasia Vdovenco Patricia Maria Țig       | Gabriela Talaba Simona Ionescu Andreea Amalia Roșca Camelia Hristea                |
| 16 giugno | Nis Open 2014 Niš, Serbia Terra rossa $10,000 Singolare - Doppio                                                                                            | Maria Sakkarī 3–6, 6–4, 6–1                                     | Dea Herdželaš                                   | Katarina Adamović Lina Ǵorčeska             | Mina Marković Pia König Ema Polić Csilla Argyelán                                  |
| 16 giugno | Nis Open 2014 Niš, Serbia Terra rossa $10,000 Singolare - Doppio                                                                                            | Alexandra Nancarrow Maria Sakkarī 6–3, 6–0                      | Lina Ǵorčeska Marina Lazić                      | Katarina Adamović Lina Ǵorčeska             | Mina Marković Pia König Ema Polić Csilla Argyelán                                  |
| 16 giugno | ITF Gimcheon Women's Circuit 2014 Gimcheon, South Korea Cemento $10,000 Singolare - Doppio                                                                  | Lee Ye-ra 6–2, 6–2                                              | Choi Ji-hee                                     | Kang Seo-kyung Lu Jiajing                   | Han Xinyun Hong Seung-yeon Kim So-jung Kyoka Okamura                               |
| 16 giugno | ITF Gimcheon Women's Circuit 2014 Gimcheon, South Korea Cemento $10,000 Singolare - Doppio                                                                  | Kim So-jung Lee Ye-ra 6–3, 6–1                                  | Choi Ji-hee Lee Hye-min                         | Kang Seo-kyung Lu Jiajing                   | Han Xinyun Hong Seung-yeon Kim So-jung Kyoka Okamura                               |
| 16 giugno | Santaizi Cup 2014 Taipei, Taiwan Cemento $10,000 Singolare - Doppio                                                                                         | Lee Ya-hsuan 6–3, 6–2                                           | Akiko Ōmae                                      | Yurina Koshino Mizuno Kijima                | Chihiro Nunome Chen Pei-hsuan Hsieh Shu-ying Mai Minokoshi                         |
| 16 giugno | Santaizi Cup 2014 Taipei, Taiwan Cemento $10,000 Singolare - Doppio                                                                                         | Kao Shao-yuan Lee Pei-chi 6–1, 6–4                              | Mai Minokoshi Akiko Ōmae                        | Yurina Koshino Mizuno Kijima                | Chihiro Nunome Chen Pei-hsuan Hsieh Shu-ying Mai Minokoshi                         |
| 16 giugno | Torneo IBB Goztepe Gulbahce Spor Tesisleri 2014 Istanbul, Turchia Cemento $10,000 Singolare - Doppio                                                        | İpek Soylu 6–3, 6–4                                             | Melis Sezer                                     | Başak Eraydın Clothilde de Bernardi         | Julija Stamatova Caroline Roméo Anette Munozova Ayla Aksu                          |
| 16 giugno | Torneo IBB Goztepe Gulbahce Spor Tesisleri 2014 Istanbul, Turchia Cemento $10,000 Singolare - Doppio                                                        | Ayla Aksu İpek Soylu 4–6, 6–3, [10–4]                           | Elke Lemmens Julija Stamatova                   | Başak Eraydın Clothilde de Bernardi         | Julija Stamatova Caroline Roméo Anette Munozova Ayla Aksu                          |
| 16 giugno | Resortquest Pro Women's Open At Sea Colony 2014 Bethany Beach, Stati Uniti Terra rossa $10,000 Singolare - Doppio                                           | Katerina Stewart 6–0, 6–3                                       | Josie Kuhlman                                   | Ingrid Neel Peggy Porter                    | Julia Elbaba Petra Januskova Caitlin Whoriskey Ellie Halbauer                      |
| 16 giugno | Resortquest Pro Women's Open At Sea Colony 2014 Bethany Beach, Stati Uniti Terra rossa $10,000 Singolare - Doppio                                           | Lena Litvak Alexandra Mueller 6–4, 6–1                          | Rima Asatrian Katerina Stewart                  | Ingrid Neel Peggy Porter                    | Julia Elbaba Petra Januskova Caitlin Whoriskey Ellie Halbauer                      |
| 23 giugno | ITF Women's Circuit Xi'an 2014 Xi'an, Cina Cemento $50,000 Singolare - Doppio                                                                               | Duan Yingying 4–6, 7–6(9), 6–4                                  | Zhu Lin                                         | Junri Namigata Hiroko Kuwata                | Riko Sawayanagi Xu Yifan Han Na-lae Zhang Ling                                     |
| 23 giugno | ITF Women's Circuit Xi'an 2014 Xi'an, Cina Cemento $50,000 Singolare - Doppio                                                                               | Lu Jiajing Wang Yafan 6–3, 7–6(2)                               | Liang Chen Yang Zhaoxuan                        | Junri Namigata Hiroko Kuwata                | Riko Sawayanagi Xu Yifan Han Na-lae Zhang Ling                                     |
| 23 giugno | Open GDF SUEZ du Périgord 2014 Périgueux, Francia Terra rossa $25,000 Singolare - Doppio                                                                    | Cindy Burger 7–5, 6–1                                           | Florencia Molinero                              | Polina Vinogradova Anne Schäfer             | Gabriela Cé Inés Ferrer Suárez Julie Coin Fiona Ferro                              |
| 23 giugno | Open GDF SUEZ du Périgord 2014 Périgueux, Francia Terra rossa $25,000 Singolare - Doppio                                                                    | Andrea Gámiz Sara Sorribes Tormo 5–7, 6–4, [10–8]               | Gabriela Cé Florencia Molinero                  | Polina Vinogradova Anne Schäfer             | Gabriela Cé Inés Ferrer Suárez Julie Coin Fiona Ferro                              |
| 23 giugno | Internationaler Württembergische Damen-Tennis-Meisterschaften um den Stuttgarter Stadtpokal 2014 Stoccarda, Germania Terra rossa $25,000 Singolare - Doppio | Mariana Duque 5–7, 6–2, 6–2                                     | Carina Witthöft                                 | Richèl Hogenkamp Mandy Minella              | Arantxa Rus Alberta Brianti Laura Siegemund Viktorija Golubic                      |
| 23 giugno | Internationaler Württembergische Damen-Tennis-Meisterschaften um den Stuttgarter Stadtpokal 2014 Stoccarda, Germania Terra rossa $25,000 Singolare - Doppio | Viktorija Golubic Laura Siegemund 6–3, 6–3                      | Lesley Kerkhove Arantxa Rus                     | Richèl Hogenkamp Mandy Minella              | Arantxa Rus Alberta Brianti Laura Siegemund Viktorija Golubic                      |
| 23 giugno | Siofok Open 2014 Siófok, Ungheria Terra rossa $25,000 Singolare - Doppio                                                                                    | Denisa Allertová 6–2, 6–3                                       | Martina Borecká                                 | Kristína Kučová Ana Savić                   | Sofija Kovalec Pemra Özgen Ana Vrljić Nastja Kolar                                 |
| 23 giugno | Siofok Open 2014 Siófok, Ungheria Terra rossa $25,000 Singolare - Doppio                                                                                    | Denisa Allertová Chantal Škamlová 6–1, 6–3                      | Martina Borecká Petra Krejsová                  | Kristína Kučová Ana Savić                   | Sofija Kovalec Pemra Özgen Ana Vrljić Nastja Kolar                                 |
| 23 giugno | Rolls Royce Women's Cup Kristinehamn 2014 Kristinehamn, Svezia Terra rossa $25,000 Singolare - Doppio                                                       | Ysaline Bonaventure 6–3, 6–3                                    | Marina Mel'nikova                               | Sofia Arvidsson Susanne Celik               | Kateryna Bondarenko Sandra Zaniewska Tereza Martincová Marina Šamajko              |
| 23 giugno | Rolls Royce Women's Cup Kristinehamn 2014 Kristinehamn, Svezia Terra rossa $25,000 Singolare - Doppio                                                       | Kateryna Bondarenko Cornelia Lister Walkover                    | Ysaline Bonaventure Sandra Zaniewska            | Sofia Arvidsson Susanne Celik               | Kateryna Bondarenko Sandra Zaniewska Tereza Martincová Marina Šamajko              |
| 23 giugno | Breda Future 2014 Breda, Paesi Bassi Terra rossa $15,000 Singolare - Doppio                                                                                 | Bernarda Pera 6–1, 7–6(8)                                       | Beatriz Haddad Maia                             | Tatiana Búa Manon Arcangioli                | Andrea Koch Benvenuto Jainy Scheepens Deborah Kerfs Quirine Lemoine                |
| 23 giugno | Breda Future 2014 Breda, Paesi Bassi Terra rossa $15,000 Singolare - Doppio                                                                                 | Natela Dzalamidze Svjatlana Piraženka 6–4, 6–1                  | Demi Schuurs Eva Wacanno                        | Tatiana Búa Manon Arcangioli                | Andrea Koch Benvenuto Jainy Scheepens Deborah Kerfs Quirine Lemoine                |
| 23 giugno | Jolie Ville Golf Women's 24 2014 Sharm el-Sheikh, Egitto Cemento $10,000 Singolare - Doppio                                                                 | Jan Abaza 6–2, 3–6, 6–4                                         | Despina Papamichail                             | Anna Morgina Claudia Williams               | Risa Hasegawa Naomi Totka Despoina Vogasari Ola Abou Zekry                         |
| 23 giugno | Jolie Ville Golf Women's 24 2014 Sharm el-Sheikh, Egitto Cemento $10,000 Singolare - Doppio                                                                 | Magali Kempen Anna Morgina 6–4, 3–6, [10–2]                     | Jan Abaza Ola Abou Zekry                        | Anna Morgina Claudia Williams               | Risa Hasegawa Naomi Totka Despoina Vogasari Ola Abou Zekry                         |
| 23 giugno | Trofeo Reale Mutua 2014 Roma, Italia Terra rossa $10,000 Singolare - Doppio                                                                                 | Ludmilla Samsonova 6–2, 2–6, 6–4                                | Tess Sugnaux                                    | Katharina Lehnert Deborah Chiesa            | Estelle Guisard Carolina Pillot Jasmine Paolini Alice Savoretti                    |
| 23 giugno | Trofeo Reale Mutua 2014 Roma, Italia Terra rossa $10,000 Singolare - Doppio                                                                                 | Lisa Sabino Alice Savoretti 6(3)–7, 7–5, [10–5]                 | Luisa Marie Huber Julia Wachaczyk               | Katharina Lehnert Deborah Chiesa            | Estelle Guisard Carolina Pillot Jasmine Paolini Alice Savoretti                    |
| 23 giugno | Astana Womens 5 2014 Astana, Kazakistan Cemento $10,000 Singolare - Doppio                                                                                  | Vlada Ėkšibarova 7–5, 6–3                                       | Sofia Kvatsabaia                                | Ksenija Šarifova Julija Bryzgalova          | Ana Veselinović Gozal Ainitdinova Ekaterina Manekina Arina Folc                    |
| 23 giugno | Astana Womens 5 2014 Astana, Kazakistan Cemento $10,000 Singolare - Doppio                                                                                  | Albina Khabibulina Ekaterina Klyueva 6–3, 6–1                   | Anna Grigorjan Julija Valetova                  | Ksenija Šarifova Julija Bryzgalova          | Ana Veselinović Gozal Ainitdinova Ekaterina Manekina Arina Folc                    |
| 23 giugno | Circuito Riviera Maya 2 2014 Playa del Carmen, Messico Cemento $10,000 Singolare - Doppio                                                                   | Ana Sofía Sánchez 3–6, 6–0, 6–0                                 | Allie Will                                      | Mariaryeni Gutiérrez Victoria Rodríguez     | Ximena Hermoso Marcela Zacarías Camila Fuentes Carolina Betancourt                 |
| 23 giugno | Circuito Riviera Maya 2 2014 Playa del Carmen, Messico Cemento $10,000 Singolare - Doppio                                                                   | Anamika Bhargava Allie Will 6–0, 6–4                            | Victoria Rodríguez Marcela Zacarías             | Mariaryeni Gutiérrez Victoria Rodríguez     | Ximena Hermoso Marcela Zacarías Camila Fuentes Carolina Betancourt                 |
| 23 giugno | Amarante Ladies Open 2014 Amarante, Portogallo Cemento $10,000 Singolare - Doppio                                                                           | Océane Dodin 6–3, 6–2                                           | Valerija Strachova                              | Barbara Haas Bárbara Luz                    | Olga Sáez Larra Jade Schoelink Jessika Ponchet Anastasija Komardina                |
| 23 giugno | Amarante Ladies Open 2014 Amarante, Portogallo Cemento $10,000 Singolare - Doppio                                                                           | Anastasija Komardina Valerija Strachova 3–6, 7–5, [10–6]        | Barbara Haas Natalia Siedliska                  | Barbara Haas Bárbara Luz                    | Olga Sáez Larra Jade Schoelink Jessika Ponchet Anastasija Komardina                |
| 23 giugno | ITF Women's Circuit Bucharest 2014 Bucarest, Romania Terra rossa $10,000 Singolare - Doppio                                                                 | Cristina Ene 6–4, 6–3                                           | Cristina Dinu                                   | Cristina Stancu Elena Bogdan                | Ioana Ducu Ana Bianca Mihăilă Oana Georgeta Simion Gabriela Talaba                 |
| 23 giugno | ITF Women's Circuit Bucharest 2014 Bucarest, Romania Terra rossa $10,000 Singolare - Doppio                                                                 | Raluca Elena Platon Cristina Stancu 6–0, 6–3                    | Nikola Horáková Anastasia Vdovenco              | Cristina Stancu Elena Bogdan                | Ioana Ducu Ana Bianca Mihăilă Oana Georgeta Simion Gabriela Talaba                 |
| 23 giugno | ITF Women's Circuit Prokuplje 2014 Prokuplje, Serbia Terra rossa $10,000 Singolare - Doppio                                                                 | Elizaveta Jančuk 1–6, 7–5, 6–3                                  | Alexandra Nancarrow                             | Gabriela Pantůčková Vendula Žovincová       | Lina Ǵorčeska Dea Herdželaš Nina Stojanović Hülya Esen                             |
| 23 giugno | ITF Women's Circuit Prokuplje 2014 Prokuplje, Serbia Terra rossa $10,000 Singolare - Doppio                                                                 | Lina Ǵorčeska Alexandra Nancarrow 6–2, 6–4                      | Hülya Esen Lütfiye Esen                         | Gabriela Pantůčková Vendula Žovincová       | Lina Ǵorčeska Dea Herdželaš Nina Stojanović Hülya Esen                             |
| 23 giugno | ITF Gimcheon Women's Circuit 2 2014 Gimcheon, South Korea Cemento $10,000 Singolare - Doppio                                                                | Lee Ye-ra 6–1, 7–5                                              | Choi Ji-hee                                     | Kyoka Okamura Jeong Sunam                   | Haruka Kaji Kim So-jung Hong Seung-yeon Kim Sun-jung                               |
| 23 giugno | ITF Gimcheon Women's Circuit 2 2014 Gimcheon, South Korea Cemento $10,000 Singolare - Doppio                                                                | Kim So-jung Lee Ye-ra 7–5, 2–6, [11–9]                          | Choi Ji-hee Makoto Ninomiya                     | Kyoka Okamura Jeong Sunam                   | Haruka Kaji Kim So-jung Hong Seung-yeon Kim Sun-jung                               |
| 23 giugno | ITF Women's Circuit Melilla 2014 Melilla, Spagna Cemento $10,000 Singolare - Doppio                                                                         | Lucía Cervera Vázquez 4–6, 7–6(5), 7–6(14)                      | Georgina García Pérez                           | Camila Giangreco Campiz Manisha Foster      | Ainhoa Atucha Gómez Federica Arcidiacono Olga Parres Azcoitia Joséphine Boualem    |
| 23 giugno | ITF Women's Circuit Melilla 2014 Melilla, Spagna Cemento $10,000 Singolare - Doppio                                                                         | Lucía Cervera Vázquez Olga Parres Azcoitia 7–5, 4–6, [10–6]     | Jil Nora Engelmann Katharina Hering             | Camila Giangreco Campiz Manisha Foster      | Ainhoa Atucha Gómez Federica Arcidiacono Olga Parres Azcoitia Joséphine Boualem    |
| 23 giugno | Singha BEC TERO ITF Circuit 2014 Bangkok, Thailandia Cemento $10,000 Singolare - Doppio                                                                     | Elise Mertens 6–3, 6–2                                          | Lee Pei-chi                                     | Miyu Katō Nudnida Luangnam                  | Beatrice Gumulya Katherine Westbury Peangtarn Plipuech Jessy Rompies               |
| 23 giugno | Singha BEC TERO ITF Circuit 2014 Bangkok, Thailandia Cemento $10,000 Singolare - Doppio                                                                     | Yumi Miyazaki Kotomi Takahata 6–3, 6–1                          | Lee Pei-chi Nungnadda Wannasuk                  | Miyu Katō Nudnida Luangnam                  | Beatrice Gumulya Katherine Westbury Peangtarn Plipuech Jessy Rompies               |
| 23 giugno | Konya Cup 2014 Konya, Turchia Cemento $10,000 Singolare - Doppio                                                                                            | Melis Sezer 6–2, 6–3                                            | Agni Stefanou                                   | Caroline Roméo Julija Stamatova             | Margarita Lazarëva Antonina Lysakova Lisa-Marie Mätschke Elena Ječeva              |
| 23 giugno | Konya Cup 2014 Konya, Turchia Cemento $10,000 Singolare - Doppio                                                                                            | Margarita Lazarëva Melis Sezer 6–3, 6–2                         | Clémence Fayol Müge Topsel                      | Caroline Roméo Julija Stamatova             | Margarita Lazarëva Antonina Lysakova Lisa-Marie Mätschke Elena Ječeva              |
| 23 giugno | Charlotte Clay Classic 2014 Charlotte, Stati Uniti Terra rossa $10,000 Singolare - Doppio                                                                   | Katerina Stewart 6–1, 7–6(2)                                    | Josie Kuhlman                                   | Kateryna Jergina Élisabeth Fournier         | Marie Norris Alexandra Valenstein Peggy Porter Lena Litvak                         |
| 23 giugno | Charlotte Clay Classic 2014 Charlotte, Stati Uniti Terra rossa $10,000 Singolare - Doppio                                                                   | Lena Litvak Alexandra Mueller 6–3, 6–3                          | Sophie Chang Andie Daniell                      | Kateryna Jergina Élisabeth Fournier         | Marie Norris Alexandra Valenstein Peggy Porter Lena Litvak                         |
| 30 giugno | Lorraine Open 88 2014 Contrexéville, Francia Terra rossa $100,000 Singolare - Doppio                                                                        | Irina-Camelia Begu 6–3, 6–4                                     | Kaia Kanepi                                     | Johanna Larsson Melanie Oudin               | Shelby Rogers Mandy Minella Anna Tatišvili Annika Beck                             |
| 30 giugno | Lorraine Open 88 2014 Contrexéville, Francia Terra rossa $100,000 Singolare - Doppio                                                                        | Aleksandra Panova Laura Thorpe 6–3, 4–0, ritiro                 | Irina-Camelia Begu María Irigoyen               | Johanna Larsson Melanie Oudin               | Shelby Rogers Mandy Minella Anna Tatišvili Annika Beck                             |
| 30 giugno | Reinert Open 2014 Versmold, Germania Terra rossa $50,000 Singolare - Doppio                                                                                 | Kateryna Kozlova 6–4, 6(3)–7, 6–1                               | Richèl Hogenkamp                                | Carina Witthöft Dinah Pfizenmaier           | Kateřina Siniaková Anna-Lena Friedsam Ekaterina Aleksandrova Sofia Shapatava       |
| 30 giugno | Reinert Open 2014 Versmold, Germania Terra rossa $50,000 Singolare - Doppio                                                                                 | Gabriela Dabrowski Mariana Duque 6–4, 6–2                       | Verónica Cepede Royg Stephanie Vogt             | Carina Witthöft Dinah Pfizenmaier           | Kateřina Siniaková Anna-Lena Friedsam Ekaterina Aleksandrova Sofia Shapatava       |
| 30 giugno | Open GDF SUEZ de la Porte du Hainaut 2014 Denain, Francia Terra rossa $25,000 Singolare - Doppio                                                            | Andreea Mitu 4–6, 6–2, 6–1                                      | Fiona Ferro                                     | Paula Cristina Gonçalves Estelle Cascino    | Amanda Carreras Nigina Abduraimova Julie Coin Florencia Molinero                   |
| 30 giugno | Open GDF SUEZ de la Porte du Hainaut 2014 Denain, Francia Terra rossa $25,000 Singolare - Doppio                                                            | Paula Cristina Gonçalves Florencia Molinero 7–6(3), 7–6(4)      | Nicola Slater Karolina Wlodarczak               | Paula Cristina Gonçalves Estelle Cascino    | Amanda Carreras Nigina Abduraimova Julie Coin Florencia Molinero                   |
| 30 giugno | Thermphos Challenger Zeeland 2014 Middelburg, Paesi Bassi Terra rossa $25,000 Singolare - Doppio                                                            | Evgenija Rodina 7–5, 7–5                                        | Angelique van der Meet                          | Beatriz Haddad Maia Melanie Klaffner        | Marina Šamajko Demi Schuurs Quirine Lemoine Bernarda Pera                          |
| 30 giugno | Thermphos Challenger Zeeland 2014 Middelburg, Paesi Bassi Terra rossa $25,000 Singolare - Doppio                                                            | Angelique van der Meet Bernice van de Velde 7–6(4), 3–6, [10–5] | Veronika Kudermetova Evgenija Rodina            | Beatriz Haddad Maia Melanie Klaffner        | Marina Šamajko Demi Schuurs Quirine Lemoine Bernarda Pera                          |
| 30 giugno | Bella Cup 2014 Toruń, Polonia Terra rossa $25,000 Singolare - Doppio                                                                                        | Barbora Krejčíková 6–4, 6–1                                     | Maria Sakkarī                                   | Petra Uberalová Martina Borecká             | Jovana Jakšić Pernilla Mendesová Silvia Njirić Aljaksandra Sasnovič                |
| 30 giugno | Bella Cup 2014 Toruń, Polonia Terra rossa $25,000 Singolare - Doppio                                                                                        | Martina Borecká Martina Kubičíková 7–6(4), 6–2                  | Hilda Melander Chantal Škamlová                 | Petra Uberalová Martina Borecká             | Jovana Jakšić Pernilla Mendesová Silvia Njirić Aljaksandra Sasnovič                |
| 30 giugno | Iris Ladies Trophy 2014 Bruxelles, Belgio Terra rossa $10,000 Singolare - Doppio                                                                            | Klaartje Liebens 7–6(4), 4–6, 6–1                               | Alice Matteucci                                 | Sofie Oyen Natela Dzalamidze                | Valentini Grammatikopoulou Camilla Rosatello Diana Buzean Angeliki Kairi           |
| 30 giugno | Iris Ladies Trophy 2014 Bruxelles, Belgio Terra rossa $10,000 Singolare - Doppio                                                                            | Alice Matteucci Camilla Rosatello 6–4, 3–6, [10–3]              | Diana Buzean Natela Dzalamidze                  | Sofie Oyen Natela Dzalamidze                | Valentini Grammatikopoulou Camilla Rosatello Diana Buzean Angeliki Kairi           |
| 30 giugno | Jolie Ville Golf Women's 25 2014 Sharm el-Sheikh, Egitto Cemento $10,000 Singolare - Doppio                                                                 | Eleni Kordolaimi 7–6(1), 3–6, 7–5                               | Jan Abaza                                       | Ola Abou Zekry Pauline Payet                | Giulia Bruzzone Giorgia Pinto Anastasija Šaulskaja Alexandria Stiteler             |
| 30 giugno | Jolie Ville Golf Women's 25 2014 Sharm el-Sheikh, Egitto Cemento $10,000 Singolare - Doppio                                                                 | Jan Abaza Ola Abou Zekry 6–4, 3–6, [10–7]                       | Eleni Kordolaimi Despoina Vogasari              | Ola Abou Zekry Pauline Payet                | Giulia Bruzzone Giorgia Pinto Anastasija Šaulskaja Alexandria Stiteler             |
| 30 giugno | Internazionali di Tennis dell'Umbria 2014 Todi, Italia Terra rossa $10,000 Singolare - Doppio                                                               | Alice Savoretti 6–3, 6–3                                        | Lauren Embree                                   | Camila Giangreco Campiz Corinna Dentoni     | Rebecca Peterson Tess Sugnaux Jelena Simić Francesca Segarelli                     |
| 30 giugno | Internazionali di Tennis dell'Umbria 2014 Todi, Italia Terra rossa $10,000 Singolare - Doppio                                                               | Deborah Chiesa Beatrice Lombardo 6–3, 3–6, [10–8]               | Federica di Sarra Alice Savoretti               | Camila Giangreco Campiz Corinna Dentoni     | Rebecca Peterson Tess Sugnaux Jelena Simić Francesca Segarelli                     |
| 30 giugno | Astana Womens 6 2014 Astana, Kazakistan Cemento $10,000 Singolare - Doppio                                                                                  | Vlada Ėkšibarova 6–3, 6–4                                       | Mariam Bolkvadze                                | Marija Cakanjan Ekaterina Klyueva           | Alexandra Grinchishina Gozal Ainitdinova Arina Folc Anna Grigorjan                 |
| 30 giugno | Astana Womens 6 2014 Astana, Kazakistan Cemento $10,000 Singolare - Doppio                                                                                  | Viktoryja Mun Marija Cakanjan 6–3, 6–4                          | Ksenija Dmitrieva Arina Folc                    | Marija Cakanjan Ekaterina Klyueva           | Alexandra Grinchishina Gozal Ainitdinova Arina Folc Anna Grigorjan                 |
| 30 giugno | Circuito Riviera Maya 3 2014 Playa del Carmen, Messico Cemento $10,000 Singolare - Doppio                                                                   | Ana Sofía Sánchez 4–6, 6–4, 6–0                                 | Marcela Zacarías                                | Ximena Hermoso Olaya Garrido Rivas          | Hsu Ching-wen Ana Paula Neffa de los Ríos Mariaryeni Gutiérrez María Paulina Pérez |
| 30 giugno | Circuito Riviera Maya 3 2014 Playa del Carmen, Messico Cemento $10,000 Singolare - Doppio                                                                   | Loreto Alonso Martínez María Fernanda Navarro Oliva 6–4, 6–2    | Carolina Betancourt Ana Paula Neffa de los Ríos | Ximena Hermoso Olaya Garrido Rivas          | Hsu Ching-wen Ana Paula Neffa de los Ríos Mariaryeni Gutiérrez María Paulina Pérez |
| 30 giugno | ITF Women's Circuit Prokuplje 2 2014 Prokuplje, Serbia Terra rossa $10,000 Singolare - Doppio                                                               | Alexandra Nancarrow 4–6, 6–4, 6–2                               | Lina Ǵorčeska                                   | Gabriela Pantůčková Elizaveta Jančuk        | Lenka Wienerová Dunja Stamenković Katarina Adamović Dea Herdželaš                  |
| 30 giugno | ITF Women's Circuit Prokuplje 2 2014 Prokuplje, Serbia Terra rossa $10,000 Singolare - Doppio                                                               | Lina Ǵorčeska Alexandra Nancarrow 6–4, 7–6(5)                   | Ol'ha Fridman Elizaveta Jančuk                  | Gabriela Pantůčková Elizaveta Jančuk        | Lenka Wienerová Dunja Stamenković Katarina Adamović Dea Herdželaš                  |
| 30 giugno | ITF Gimcheon Women's Circuit 3 2014 Gimcheon, South Korea Cemento $10,000 Singolare - Doppio                                                                | Lee So-ra 7–6(2), 2–6, 6–4                                      | Han Na-lae                                      | Lu Jiajing Haruka Kaji                      | Jeong Yeong-won Kim Ji-sun Kang Seo-kyung Choi Ji-hee                              |
| 30 giugno | ITF Gimcheon Women's Circuit 3 2014 Gimcheon, South Korea Cemento $10,000 Singolare - Doppio                                                                | Choi Ji-hee Makoto Ninomiya 6–3, 7–6(6)                         | Han Na-lae Yoo Mi                               | Lu Jiajing Haruka Kaji                      | Jeong Yeong-won Kim Ji-sun Kang Seo-kyung Choi Ji-hee                              |
| 30 giugno | Singha BEC TERO ITF Circuit 2 2014 Bangkok, Thailandia Cemento $10,000 Singolare - Doppio                                                                   | Elise Mertens 6–1, 6–1                                          | Nungnadda Wannasuk                              | Sabina Sharipova Katherine Westbury         | Kotomi Takahata Xun Fangying Kamonwan Buayam Varatchaya Wongteanchai               |
| 30 giugno | Singha BEC TERO ITF Circuit 2 2014 Bangkok, Thailandia Cemento $10,000 Singolare - Doppio                                                                   | Miyu Katō Akiko Ōmae 6–0, 6–0                                   | Kamonwan Buayam Nungnadda Wannasuk              | Sabina Sharipova Katherine Westbury         | Kotomi Takahata Xun Fangying Kamonwan Buayam Varatchaya Wongteanchai               |
| 30 giugno | Lacoste Dalyan Cup 2014 Istanbul, Turchia Cemento $10,000 Singolare - Doppio                                                                                | Clothilde de Bernardi 6–2, 6–3                                  | Cristina Adamescu                               | Agni Stefanou Maria Moch                    | Nadija Kolb Melis Sezer Ksenia Palkina Stefana Andrei                              |
| 30 giugno | Lacoste Dalyan Cup 2014 Istanbul, Turchia Cemento $10,000 Singolare - Doppio                                                                                | Başak Eraydın Melis Sezer 2–6, 6–0, [10–7]                      | Maria Moch Anette Munozova                      | Agni Stefanou Maria Moch                    | Nadija Kolb Melis Sezer Ksenia Palkina Stefana Andrei                              |